# 유럽 난민 위기

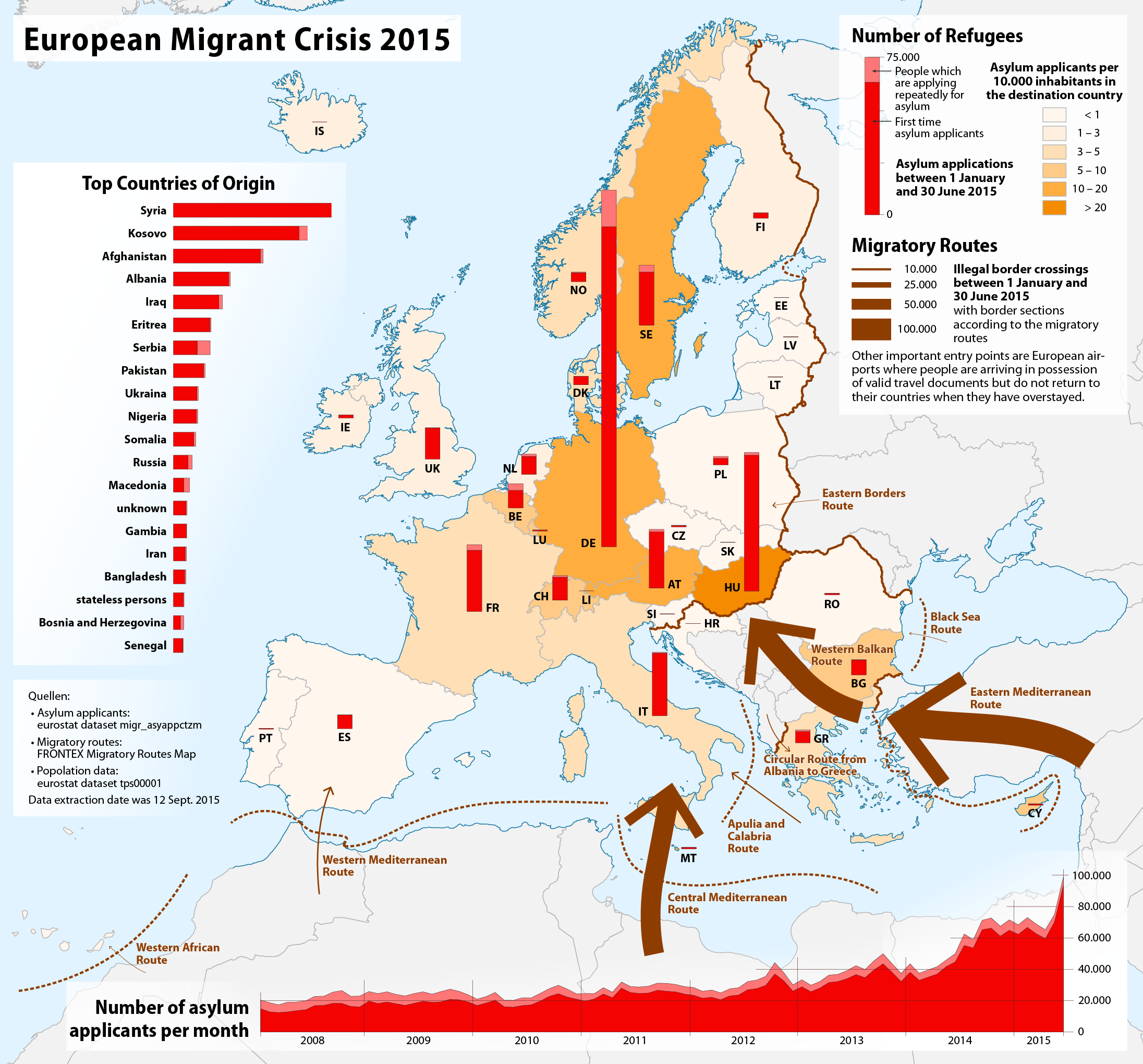
2015년 1월 1일부터 6월 30일까지 Eurostat의 데이터에 따른 유럽연합 및 유럽 자유 무역 연합로 유입된 난민 그래프.

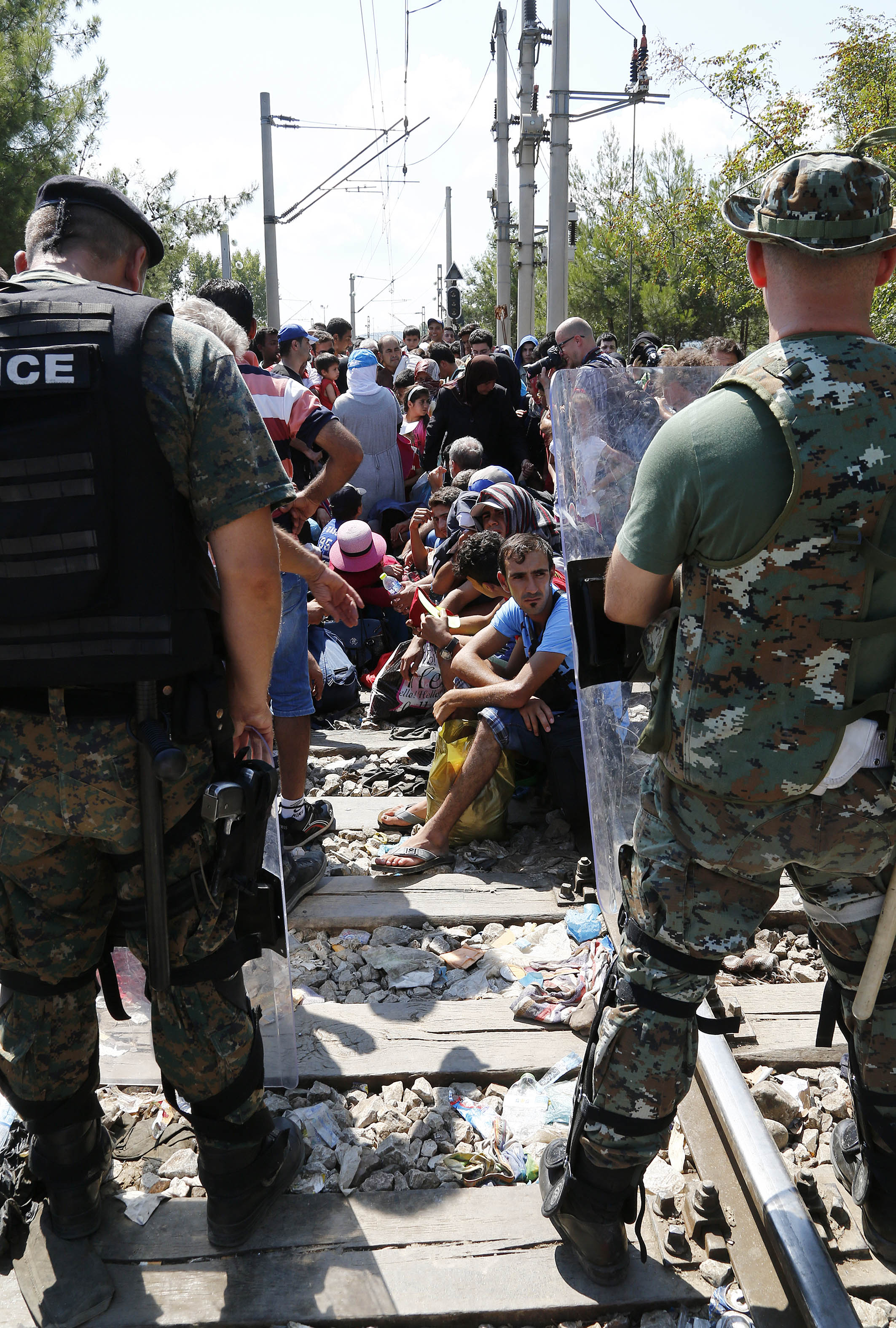
2015년 8월 24일, 게브겔리야 근처 그리스-마케도니아 공화국 국경에서 마케도니아 공화국 경찰에게 제지당하는 난민.

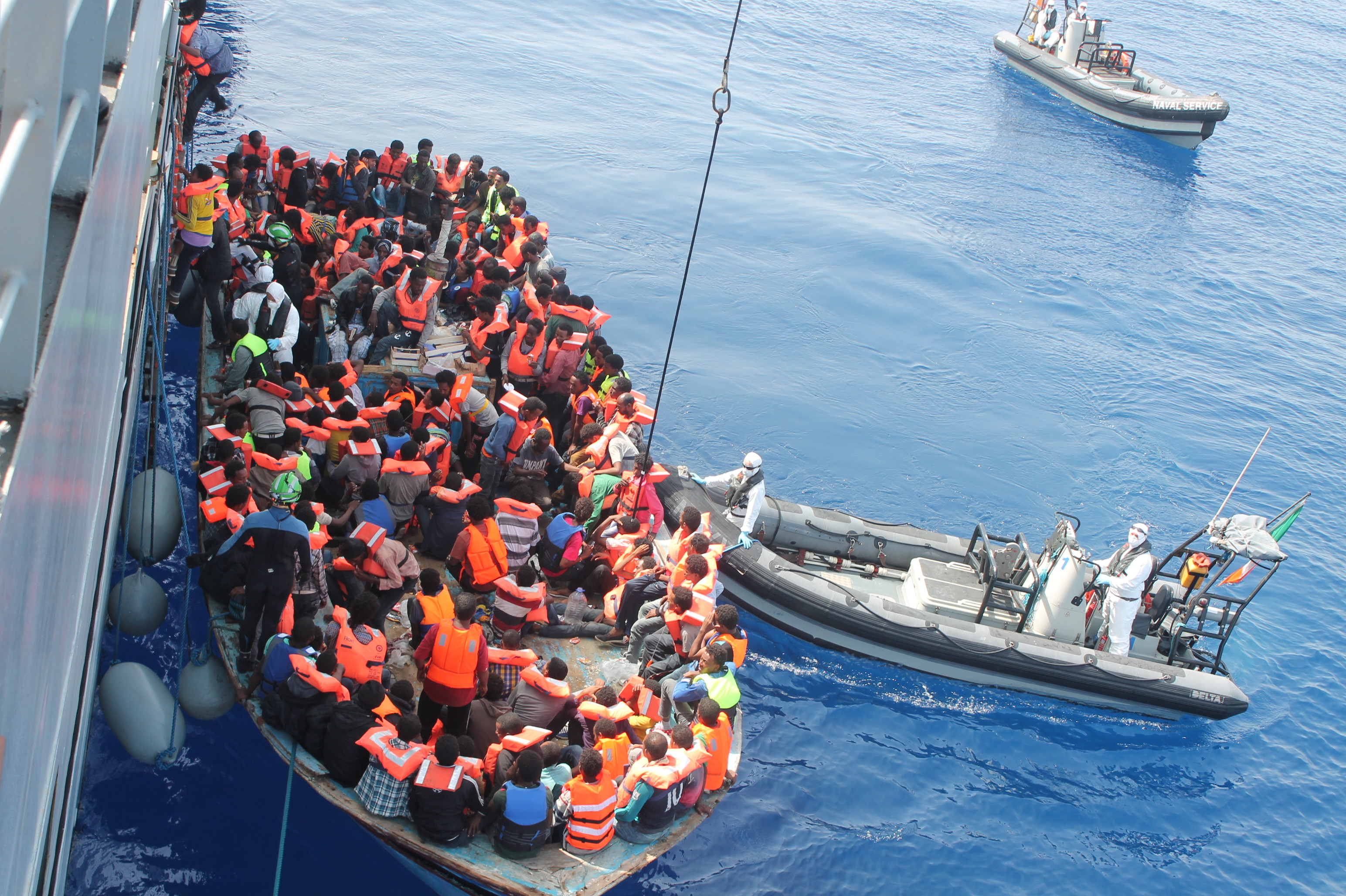
2015년 6월, 트리톤 작전 중 난민으로 가득 찬 보트를 구출하는 아일랜드 해군

유럽 난민 사태(영어: European migrant crisis, European refugee crisis, 독일어: Flüchtlingskrise in Europa 2015, 프랑스어: Crise migratoire en Europe)는 2015년 들어 지중해 또는 남동유럽을 통해 유럽 연합 내로 망명하는 난민과 이민자가 급증하면서 발생한 위기이다. 이 난민은 시리아, 이라크 등 중동, 에리트레아, 나이지리아, 소말리아, 수단, 감비아 등 아프리카, 아프가니스탄, 파키스탄, 방글라데시 등 남아시아, 세르비아, 코소보, 알바니아 등 발칸반도에서 유입했다. 2015년 11월 기준 유엔 난민 기구(UNHCR)의 자료에 따르면, 2015년 초부터 지중해에서 유럽으로 도착한 난민의 국적은 시리아가 52%로 1위이고, 아프가니스탄이 19%, 이라크가 6%였다. 난민 대부분은 성인 남성(65%)이었다. "유럽 난민 사태"라는 말은 2015년 4월 유럽으로부터 지중해를 통해 오던 난민 2000명을 태운 난민선 5척이 한꺼번에 난파되어 약 1,200명 이상이 사망한 사건이 발생하면서 널리 쓰이게 되었다.
이 난민 사태는 중동 및 아프리카 지역에 발생하는 현재진행형 군사 분쟁 및 난민 위기로 인해 2014년 말까지 6천만 명이라는, 제2차 세계 대전 이후 최대치에 도달한 실향민으로 인해 발생하고 있다. 2014년 들어 리비아에서 이탈리아로 유입되는 난민선이 급증해서 이탈리아를 중심으로 여러 유럽 연합 국가가 모여 난민선을 구조하는 마레 노스트룸 작전을 시작했으며, 이 작전은 2014년 11월 Frontex의 트리톤 작전으로 바뀌었다. 2015년 상반기에 난민이 처음을 도착하는 유럽 연합 국가가 이탈리아에서 그리스가 1위로 바뀌었다. 이후 2015년 여름 들어서는 발칸반도 서부 국가에서 독일을 위시한 북중유럽 국가로 들어가려는 난민이 급증하였다. 2015년 4월 이후 유럽연합은 불법 이민을 막기 위한 지중해 국경순찰대 예산 증가, 소피아 작전을 시작, 새로운 난민 할당제, 유럽 연합의 난민 재정착 프로그램, 유럽 연합 외부 국경에 대한 비용 지원 등 위기 대처를 위해 여러 노력을 기울이고 있다. 솅겐 지역 내 국경에 대한 통제가 부활하였고, 난민을 받아들이는 나라와 난민 도착에 불만을 느끼는 국가 사이에 갈등이 빚어졌다.
Eurostat에 따르면, 2014년에 유럽 연합 회원국은 총 난민 626,000명을 받아주면서 1992년 672,000명을 받은 이후 가장 높은 수치를 기록했다. 또, 망명 신청자 중 185,000명 이상이 보호를 받게 되었다. 독일, 스웨덴, 프랑스, 이탈리아 4개 국가는 2014년 유럽 연합으로 오는 망명자의 3분의 2 이상을 수용하고 3분의 2 이상을 보호해 주었다. 2015년 상반기, 유럽 연합 국가는 총 망명자 395,000명을 받아들였다.

## 배경

#### 솅겐 조약과 더블린 협약

솅겐 조약 지역 (파란색)

솅겐 조약은 유럽의 유럽 연합 내 22 국가와 유럽 자유 무역 연합(EFTA)의 4개 국가 등 26개국 국가가 여행과 통행의 편의를 위해 체결한 국경 개방 조약이다. 솅겐 조약은 솅겐 지역으로 결정된 지역 안에서는 국경을 철폐하고 출입국 수속을 하지 않는 것을 중심으로 이루어져 있다. 현재는 영국과 아일랜드 등을 제외한 EU 국가와 노르웨이, 스위스 등 비(非) EU 국가를 포함해 총 26개국이 가입되어 있다. 외국인도 한 국가에서 비자를 받으면 솅겐 조약국 내에선 자유롭게 돌아다닐 수 있다.
더블린 협약은 1990년 아일랜드 더블린에서 벨기에, 독일, 프랑스, 영국, 그리스, 이탈리아, 아일랜드 등 EU 12개국이 서명한 더블린 회의로 처음 시작됐다. 이는 난민이 첫발을 디딘 나라에 난민신청을 하고 해당 국가가 처리하는 것을 원칙으로 한다. 난민이 여러 나라에 무작위로 난민신청을 하는 이른바 "망명지 쇼핑"을 방지하기 위해서다. 이 조약은 이탈리아·그리스·헝가리와 같이 지리적 특성으로 인해 외부 국경을 가지고 있는 나라들에 난민에 대한 막중한 책임감을 부과한다는 비판을 받아오고 있다.

#### 세계적인 난민 위기

2014년 말 UNHCR 자료(UNRWA가 위임하고 있는 팔레스타인 국외 난민 제외)에 따른 가장 수가 많은 10대 난민 출발국(빨강)과 도착국(초록)을 나타낸 지도.

유엔난민기구(UNHCR)에 따르면, 전 세계적으로 실향민의 수는 2014년 말에 5900만 명을 넘었고, 이는 2011년 이후 40% 증가해오고 있는 수치이며 세계 2차 대전 이후 가장 높은 수치이다. 5900만 명 중 1900만 명(UNHCR 하의 1440만 명과 UNRWA 하의 팔레스타인 난민 510만 명)은 난민이었고, 180만 명은 망명 신청자이다. 나머지에 해당하는 사람은 그들 내부의 나라에서 지내고 있는 국내 유랑민 형태이다. UNHCR 권한 하의 난민 1440만 명은 2013년보다 약 23% 증가했다. 그들 중 시리아 난민은 지난해보다 155만 명 많아진 390만 명으로 2014년에 가장 큰 난민집단에 속하게 되었다. 이는 지난 30여 년 동안 가장 많은 난민 집단을 구성해왔던 아프가니스탄 난민의 수(260만)보다 더 많은 것이다.
10개의 가장 많은 난민 발생국가 중 6개국은 소말리아, 수단, 남수단, 콩고공화국, 중앙아프리카공화국과 에리트레아의 아프리카국가이다. 국가의 발달이 해당 국가 난민의 수를 일으켰는데, 그 수치는 2014년 86%로 20년 이상 동안 가장 높은 수치이다. 반대로 가장 덜 발달한 국가에서는 전 세계적으로 약 25% 정도 망명을 하였다. 비록 시리아 난민이 터키, 레바논 혹은 요르단과 같은 이웃 국가들에 도움을 받고 있지만, 2011년부터 2015년까지 유럽에 망명 신청을 하는 시리아 난민의 수가 점차 증가하고 있다. 2015년 8월을 기준으로 37개의 유럽 국가에 약 428,735명이 망명 신청을 해오고 있다. 이 중 43%는 독일이나 세르비아에 망명 신청을 했다. 2014년 가장 많이 망명 신청자를 받아들인 수용국은 러시아인데, 이는 약 274,700명이다. 이들 중 99%는 돈바스 전쟁에서 피난 온 우크라이나인들이다. 러시아는 유럽 연합 내에서 가장 많은 난민 수용국인 독일(망명 신청자 202,645명, 그들 중 20%는 시리아인)과 행보를 같이하였다.

## 이주민

### 통계
| 2014년 육로, 해로를 통해 유럽으로 유입된 이주민의 국적 | 2014년 육로, 해로를 통해 유럽으로 유입된 이주민의 국적 |
| ------------------------------------------------------ | ------------------------------------------------------ |
| 시리아                                                 | 79,169                                                 |
| 에리트레아                                             | 34,586                                                 |
| 명시되지 않은 사하라 이남지역의 민족                   | 26,341                                                 |
| 아프가니스탄                                           | 22,132                                                 |
| 코소보*                                                | 22,069                                                 |
| 말리                                                   | 10,575                                                 |
| 알바니아                                               | 9,323                                                  |
| 잠비아                                                 | 8,730                                                  |
| 나이지리아                                             | 8,715                                                  |
| 소말리아                                               | 7,676                                                  |
| 기타                                                   | 54,216                                                 |
| 합계                                                   | 283,532                                                |

국제이주기구(IOM)에 따르면, 2000년과 2014년에 약 3,072명이 유럽으로 이주를 시도하는 도중 지중해에서 사라지거나 사망했다고 말한다. 2014년에 283,532명이 유럽 연합 내에 불법적으로 들어왔고, 대부분 지중해 중심, 지중해 동쪽이나 발칸 서부를 통해 들어왔다. 이주자 220,194명은 지중해의 EU 해양 국경을 통해 들어왔는데 이는 2013년과 비교해 266% 증가한 수치이다. 그들 중 절반은 시리아, 에리트레아, 아프가니스탄에서 왔다.
2014년 서유럽에 도착한 이주민의 대다수(2013년과 비교해 277% 증가한 170,664명)는 리비아를 통해 이탈리아에 도착했다. 에 다른 소수 집단들(105% 증가한 50,834명)은 터키를 통해 그리스에 도착했다. 62,000명은 이탈리아에 망명 신청을 했지만, 2014년 이탈리아에 도착한 집단의 절반을 이루는 대다수의 시리아인과 에리트레아인들은 이탈리아에 정착하지 않고 특히 독일과 스웨덴을 향해 그들의 여정을 계속했다.
2015년에 그리스는 2015년 첫 6달 동안 이주민의 주요 정착지로 자리를 잡으면서 이들의 수는 2014년 한해 이탈리아로 도착한 이주민의 수를 넘어섰다. 이탈리아에 도착한 이주민 67,500명은 대부분 에리트레아(25%)·나이지리아(10%)·소말리아(10%) 지역에서 왔다. 반면에 그리스로 도착한 이주민 68,000명은 시리아(57%)·아프가니스탄(22%)이 주를 이룬다. 2015년 첫 6개월 동안 총 이주민 137,000명이 유럽에 자리를 잡기 위해 지중해를 건넜다.
2015년 4월 17일, 2015년 1월 1일부터 시작해 이탈리아 해안에 도착한 이주민이 21,191명에 달했다. 3월, 4월의 기상 악화로 인해 이 수치는 2014년의 비슷한 시기와 비교했을 때, 이주민 유입수가 크게 달라지지 않았었다. 하지만 2014년 첫 4달 사망자 수는 96명이었던 것에 반해, 같은 기간에 2015년은 500명에 달했다. 이 수치는 4월 13일과 19일에 있었던 조난 사고의 사망자 수는 제외한 수치이다.
2015년 8월 초, 유엔난민기구는 지금까지 이주민 약 250,000명(그리스 124,000명, 이탈리아 98,000명)이 유럽에 도착했다고 발표했다. 유럽연합 국경관리청(Frontex)에 따르면, 7월 한 달 동안 이주민 약 107,000명이 유럽에 도착하면서 신기록을 세웠다고 밝혔다. 8월에만도 190,000명이 EU 국경을 넘으면서 2015년 첫 9개월간 이주민 약 710,000명이 유럽연합의 국경을 넘은 것으로 집계되었는데, 이 중 350,000명은 그리스, 129,000명은 이탈리아 그리고 204,000은 헝가리에 있는 것으로 알려졌다.
국제이주기구(IOM)는 2015년 9월 10일까지 이주민 혹은 난민 약 432,761명이 유럽에 들어오리라 예측했다. 이는 2014년 전체 유입자의 약 두 배에 가까운 수치이다.
2015년 유입자의 70%가 그리스에 도착했고(309,356명), 28%는 이탈리아에 도착했다(121,139명). 그리스에 도착한 이주민의 70% 이상이 시리아에서 왔다. 국제이주기구는 2015년에 약 이주민 2,748명이 지중해에서 목숨을 잃은 것으로 추정하고 있는데, 그들 중 2,620명은 지중해 중심로를 통해 유럽으로 이동하려 하였다.

### 망명 신청

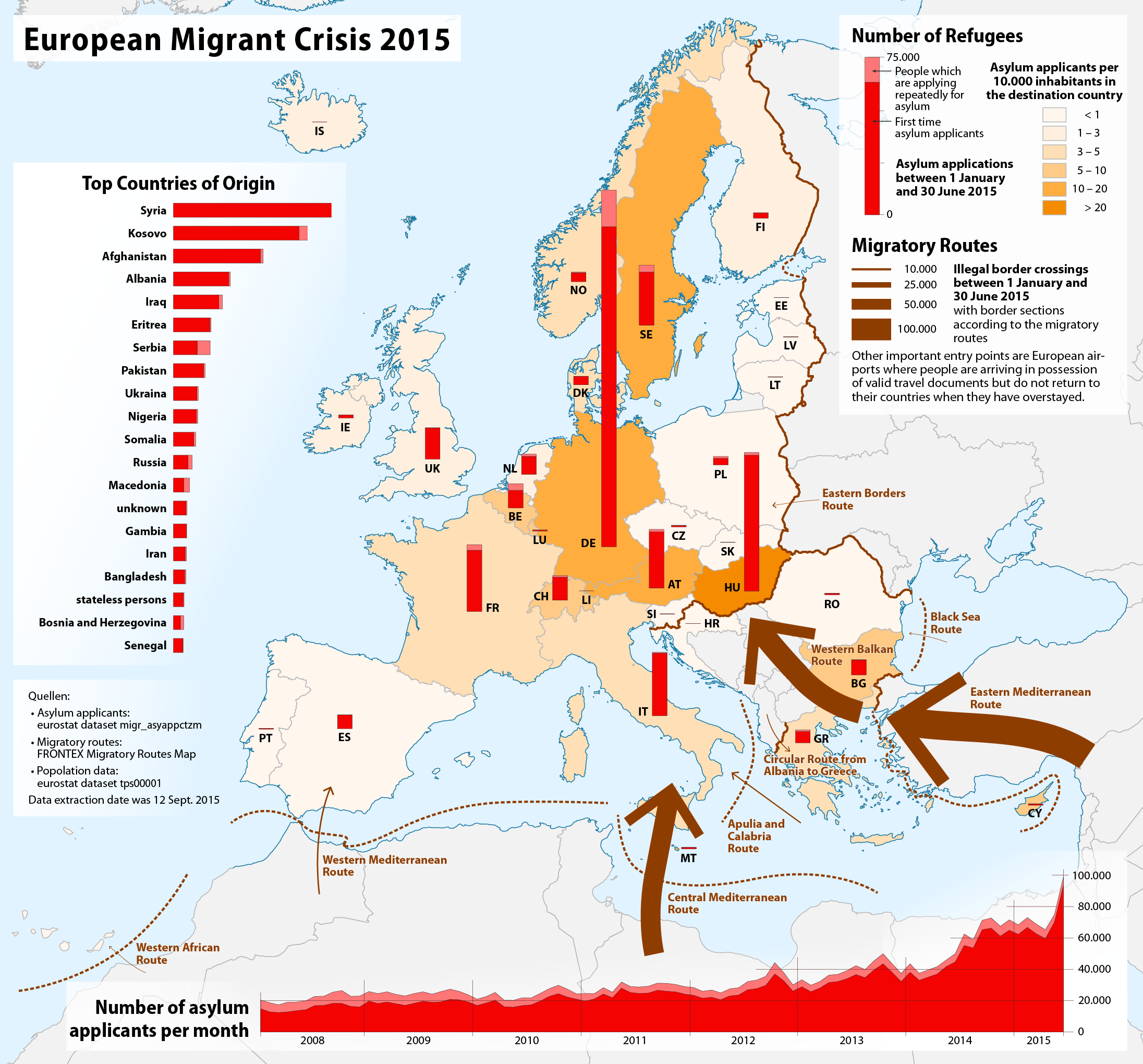
2015년 1월부터 6월 30일까지 유럽연합(EU)과 유럽 자유 무역 연합(EFTA) 국가의 망명 신청 (출처:Eurostat)

Eurostat에 따르면 유럽 연합은 1992년에 가장 많은 망명 신청 수인 672,000명 이후 2014년에 망명 신청자 626,715명을 받았다고 밝혔다. 망명 신청자의 주요 국적은 전체의 거의 절반을 차지하는데, 이는 시리아(20%)·아프가니스탄(7%)·코소보(6%)·에리트레아(6%)·세르비아(5%) 순이다.
2014년에 망명 신청에 대한 유럽 연합의 결정은 약 160,000명 이상의 난민 신청자가 보호 상태로 결과짓는 것으로 나타났고 추가로 23,000명이 항소심을 통해 보호 상태로 결정되었다. 이 첫 사례에서 보면 유럽연합으로의 망명 신청자의 인정률은 45%였고, 항소심의 비율은 18%였다. 전체의 절반 이상에 따르면 보호 상태의 사람 중 가장 많은 수혜자의 국적은 시리아인(68,300명, 37%)·에리트레아인(14,600명, 8%)·아프가니스탄인(14,100명, 18%) 등이었다.
독일·스웨덴·이탈리아·프랑스, 네 국가는 2014년 유럽연합으로의 망명 신청자 중 약 3분의 2를 받아들였고, 그들 중 3분의 2 정도를 보호 상태로 놓았다. 스웨덴·헝가리·오스트리아는 1인 당 해당 국가의 인구를 대비했을 때, 가장 많은 망명 신청자를 받은 것으로 나왔다. 즉 순서대로 주민 1,000명당 망명 신청자 8.4명·4.3명·3.2명 순이다.

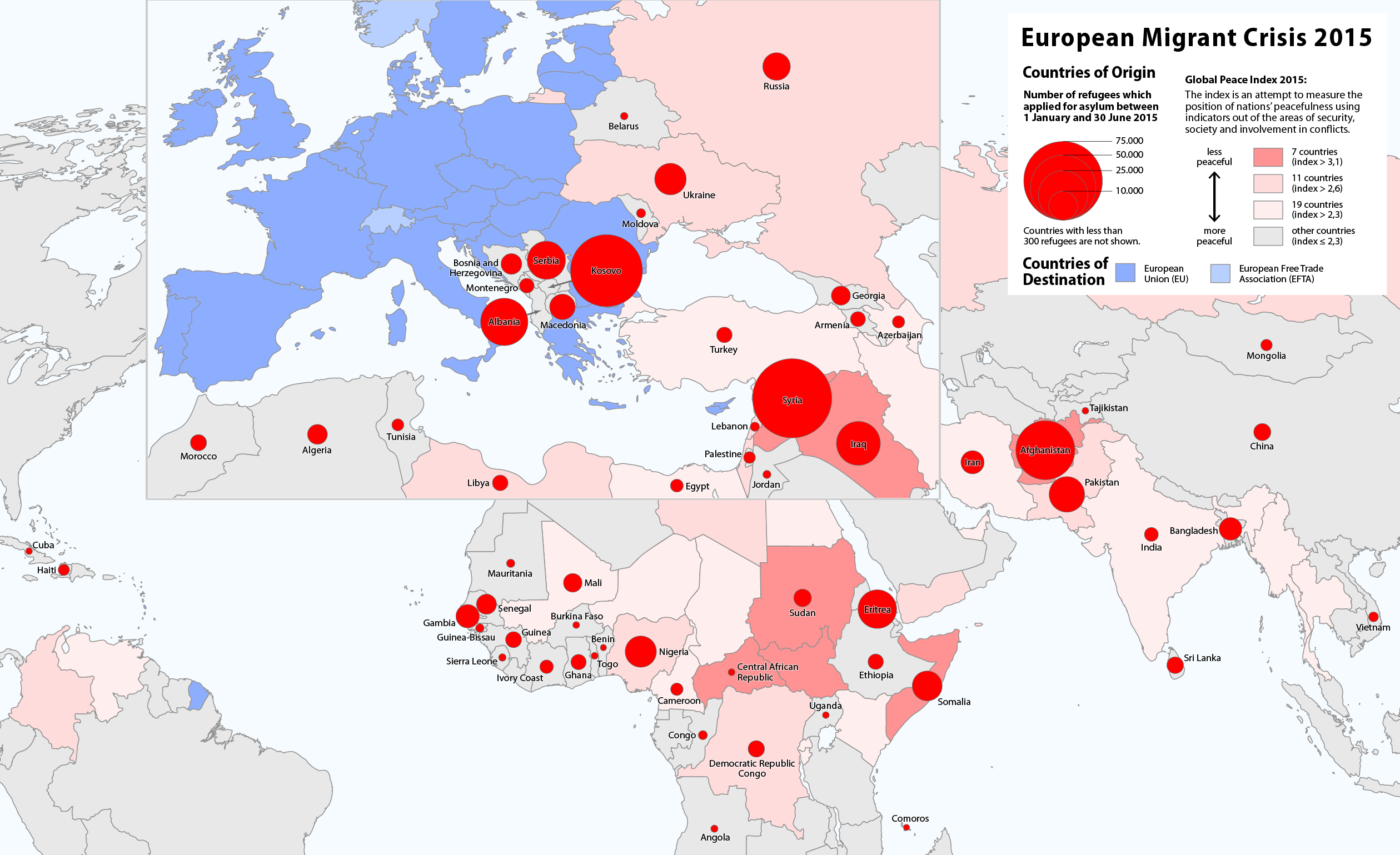
2015년 1월부터 6월 30일까지 유럽연합(EU)과 유럽 자유 무역 연합(EFTA)에 망명을 신청한 망명 신청자의 국적 분포

2015년 첫 3달 동안, 유럽 연합의 망명 신청은 184,800건이었다. 이는 지난해 같은 시기와 비교했을 때, 86% 증가한 수치이지만, 2014년 4/4분기와 비교했을 때는 적정한 수준이었다. 절반 이상의 망명 신청지는 독일(40%), 헝가리(18%)였고, 신청자의 국적은 코소보(48,875명, 26%)·시리아(29,100명, 16%)·아프가니스탄(12,910명, 7%) 등이었다. 2015년 2/4분기에 들어서는 사람 213,200명이 유럽 연합에 망명 신청을 했고, 이는 지난 분기와 비교했을 때, 15% 증가한 수치이다. 전체 중 38%가 독일에 망명 신청을 했고, 그 뒤를 이어 헝가리(15%), 오스트리아(8%)에 망명신청을 했다. 망명 신청자의 주요 국적은 전체의 절반을 이루는데, 순서대로 시리아(21%)·아프가니스탄(13%)·알바니아(8%)·이라크(6%)·코소보(5%) 순이다. 2015년 8월에 독일 정부는 올해 말까지 망명 신청자 800,000명을 받을 것을 예상한다고 발표했고, 이는 2014년 유럽 연합 전체 수준이 넘는 것이다. 2015년 7월까지, 시리아 난민은 1월부터 44,417명이 망명 신청을 하며 독일에서 망명 신청자의 가장 큰 집단을 이루었다.

### 이주 경로

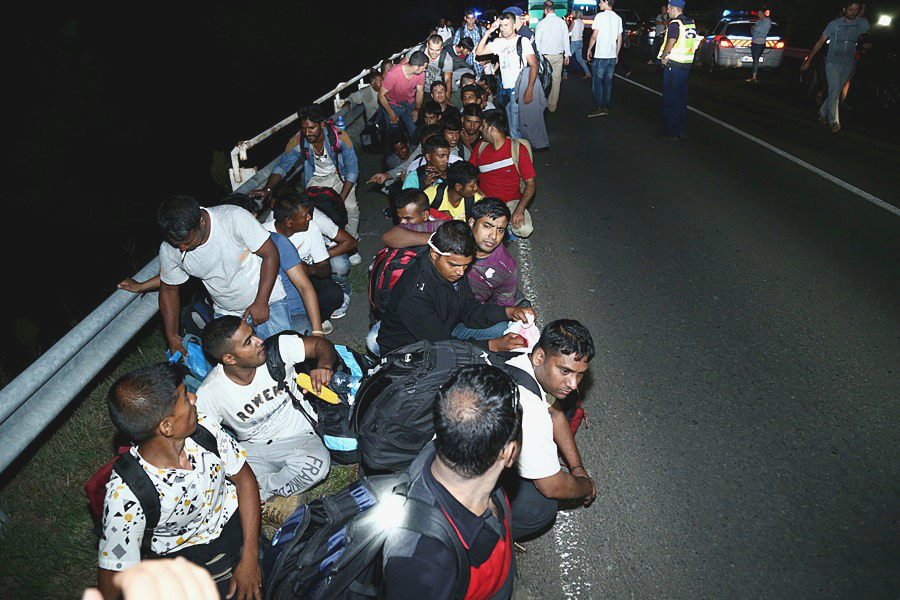
발칸 경로를 통해 시리아를 건너 헝가리로 들어오는 이주민(2015년 8월 24일)

2015년 8월 기준으로, Frontex는 다음의 육·해로를 통해 비정규적인 이주민이 EU에 들어왔다고 밝혔다.
시리아와 헝가리로부터 발칸 경로를 통해 건너온 이주민(2015년 8월 24일 기준)
- 서부 아프리카 경로
- 서부 지중해 경로
- 중앙 지중해 경로
- Apulia(이탈리아 동남부의 주) and Calabria(이탈리아 남부의 주) 경로
- 알바니아부터 그리스까지의 순환도로(circular route)
- 발칸 서부 경로(마케도니아와 세르비아를 통과하는 그리스 ~ 헝가리 혹은 그리스)[47]
- 동부 지중해 경로
- 동부 국경지대 경로

추가로 북극 경로를 통한 이동이 2015년 9월에 등장했다.

#### 터키(Turkey)
2015년 바다를 통해 유럽에 들어온 난민 약 50만 명 중 대다수가 터키를 통해서 들어왔다. UN에 따르면, 터키 당국은 2015년 9월까지 난민이 밀입국을 그만두도록 노력하면서 관광객 57,000여 명과 100명 이상의 난민 밀입국 브로커들을 억류했다.

#### 몰타(Malta)

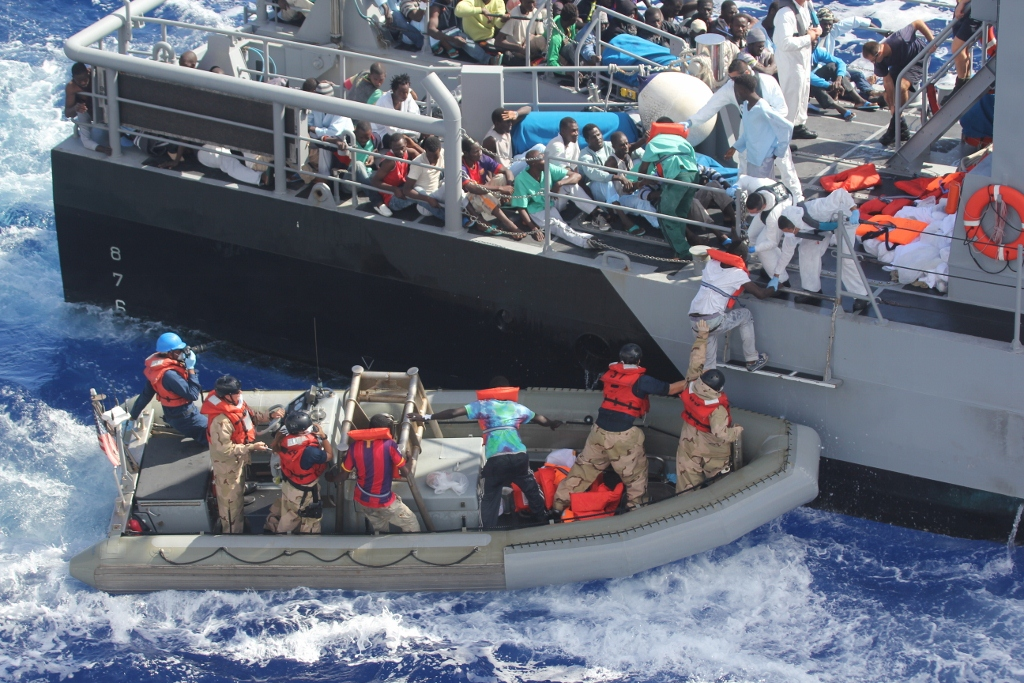
2013년 10월, 몰타 근처에서 구조되고 있는 난민.

2008년에서 2012년 사이에 몰타는 인구대비 평균적으로 가장 많은 망명 신청을 받았다(인구 1,000명당 신청자 21.7명). 2011년 대부분의 이러한 망명 신청자는 소말리아, 나이지리아, 에리트레아와 시리아의 국적을 이루고 있다. 2012년에는 망명 요청의 절반이 넘는 수치가 소말리아인 단독으로 이루어졌다. 2013년에 더 가디언지는 "몰타가 2004년 유럽연합(EU)에 가입하기 전에는 이주 수준이 미비한 정도였다. 왜냐하면, 몰타는 북아프리카에 가깝게 위치하지만, 현재 몰타는 유럽으로 진입하기 위한 관문이 되었다." 라고 보도했다.
2015년에는 전년도와 비교해 매우 적은 이주민이 몰타에 도착했다. 이는 이주민의 대다수를 이탈리아가 구조했기 때문이다. 2015년 9월, 몰타군이 구조한 이주민 78명이 몰타에 가기를 거부했다. 그들은 계속해서 이탈리아로 가는 것을 주장했고 결국에는 그곳으로 가게 되었다.

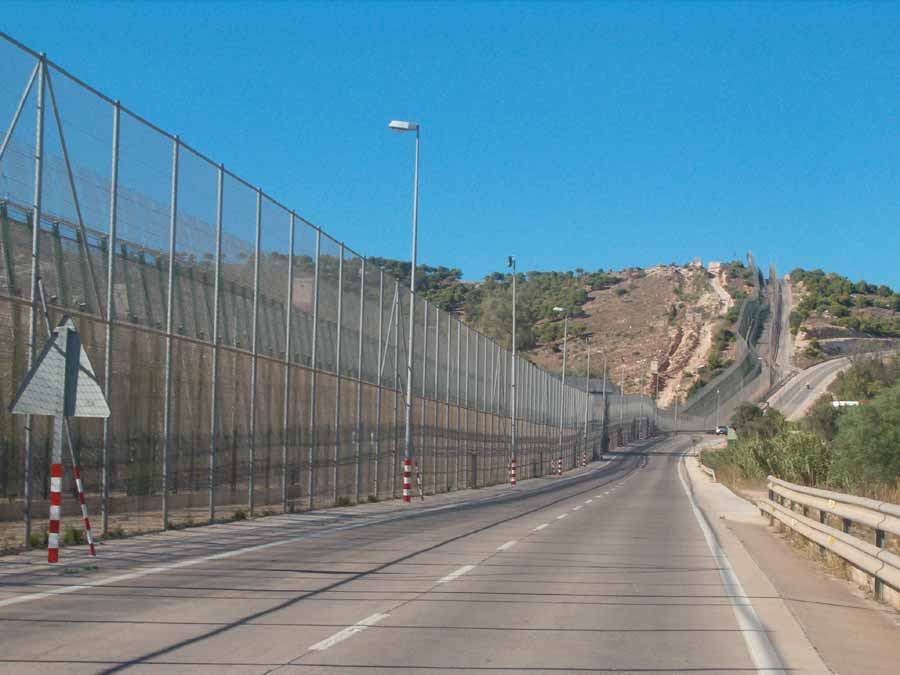
스페인의 멜릴랴 국경 펜스

#### 세우타와 멜리야 (Spain)
아프리카 북쪽 바다에 위치하여 모로코와 국경을 접하고 있는 스페인 자치의 두 도시인 세우타와 멜리야는 아프리카와 영토의 경계를 공유하고 있는 유일한 유럽연합의 영토이다. 세우타나 멜리야를 통해 유럽연합 내에 도착하기를 원하는 밀입국 이주민의 수가 2014년에 증가했다.

#### 람페두자 섬(이탈리아)

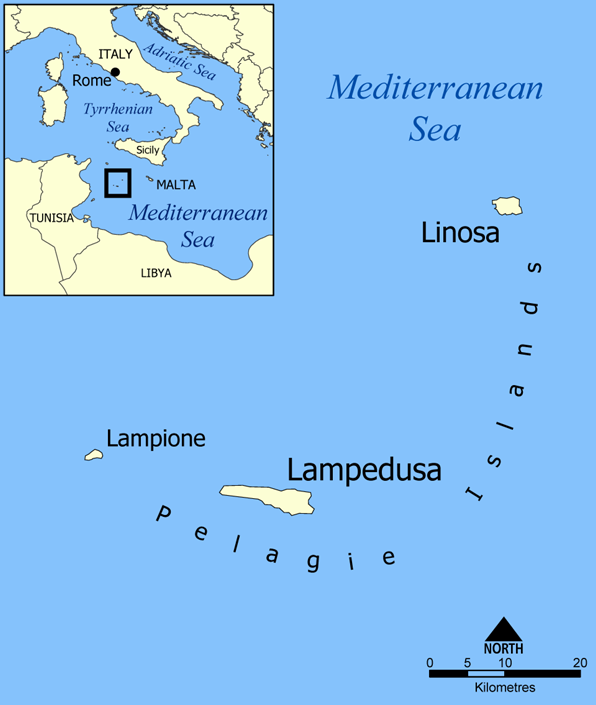
람페두자섬의 위치

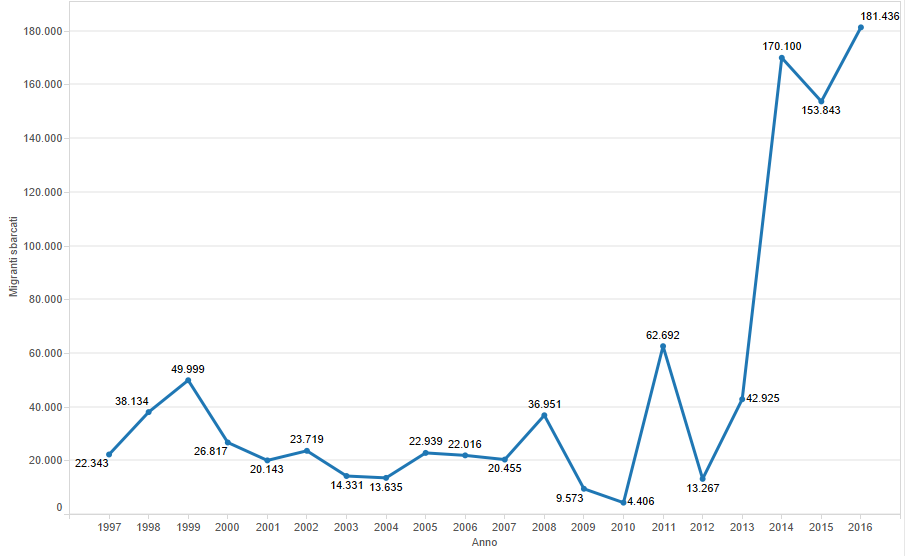
1997-2004년 동안 해로를 통해 이탈리아에 들어온 이주민 수

이주민 수천 명은 트롤선(fishing trawlers)과 같은 안전하지 않은 보트에 탑승하는 등 생명의 위협을 무릅쓰며 지중해를 통해 유럽으로 진입하려고 지속해서 노력해왔다. 그들 중 많은 이들이 가난에 허덕이는 지역이나 전쟁을 벌이고 있는 국가에서 벗어나면서 유럽 연합 내에서 새로운 경제적 기회를 찾고 있다. 이탈리아, 특히 람페두자 섬의 서쪽은 엄청난 수의 아프리카인들과 중동 아시아 사람을 받고 있다.
2013년 7월에 교황 프란시스코는 이 섬을 로마 밖의 첫 공식 방문지로서 방문하였다. 그는 이주자를 위해 기도했고, 공공연히 밀매상들을 비난했다. 2013년 10월에 엄청난 불행이 발생했다. 500명 이상(대부분 에리트레아와 소말리아인)을 태운 보트가 람페두자 섬에서 침몰하면서 적어도 사망자 300명을 낸 것이다.시칠리아 지방 의회는 이 당시 비상사태를 선포하였다.
2014년 이주자 170,100명이 해로를 통해 이탈리아에 도착했는데, 이는 2013년에 비해 296% 증가한 수치이다. 그중 이동객 141,484 명이 리비아에서 건너왔는데, 이주자 중 대부분이 시리아·에리트레아·서아프리카의 여러 나라에서 이동한 것으로 나타났다.
2015년 1월부터 4월까지 이주자 약 1,600명이 리비아-람페두자 경로에서 사망하면서, 이 경로가 이주 경로 중 세계에서 가장 위험한 길이 되었다.

#### 그리스(Greece)

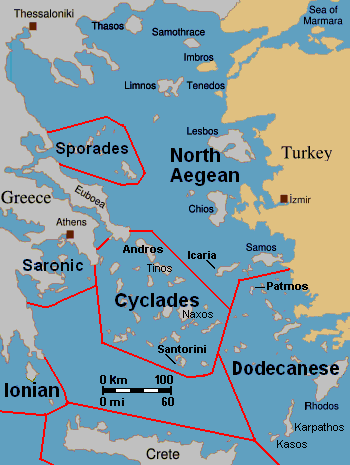
에게 해 지역의 섬들

이주자는 중동지역으로부터 키오스 섬, 코스 섬, 레스보스 섬과 같은 그리스의 섬을 약 6km의 바다를 건너 그리스에 도착한다. 이곳들은 터키와 가까우므로, 유럽연합으로 통하는 국경을 건너기에 용이하다.유럽연합의 한 국가인 그리스이지만, 이주민이 유입과 등록을 막기 위해 그리스는 외부셍겐국경조약을 이행하는 것을 포기했다. 터키의 항구지역인 보드룸의 명예영사는 이주민에게 배를 판매했었는데, 그는 터키 지역당국이 인신매매에 개입되어 있다고 주장하기도 했다.
2015년 6월에 이주민 124,000명이 그리스에 도착했는데 이것은 2014년에 비해 약 750% 증가한 수치이다. 그들 중 대부분은 시리아·이라크·아프가니스탄의 내전으로 생겨난 것이다. 그리스는 유럽연합에 원조를 요청했고 반면에 UNCHR 유럽 위원장 Vincent Cochetel은 난민을 위한 그리스의 시설들이 "전적으로 불충분하다."라고 밝혔고 섬 전체가 "완전한 혼란"이라고 말했다.
에게 해를 전반적으로 감시하는 것을 목적으로 하는 EU 국경감시기구(Frontex)의 '포세이돈' 작전은 극심한 일손 부족과 재정 부족을 겪고 있는데, 약 1800만 유로의 재정 상태에서 단지 11척의 해양 순찰 대형 선박과 한척의 배, 두 대의 헬리콥터, 두 대의 항공기가 전부이다.
난민 밀입국 브로커들은 터키의 보드룸 섬과 코스 섬으로까지 가는 25분 정도 소요 되는 거리를 배를 타고 가고자 하는 불법 이주민에게 약 $1,000에서 $1,500을 요구한다. 수백 대의 배가 매일 밤 불법 이주민을 태우고 이동한다. 많은 이주민이 휴대폰과 스마트폰을 가지고 있고, 유럽으로 향하는 불법적인 세부경로의 정보를 가지고 있는데, 그들은 그리스 본토인 테살로니키를 향해 이동한다. 또한 그들은 독일에 도착하기 위해서 약 €3.000에서 €4,000 정도, 그리고 영국에 도착하기 위해서는 약 €10,000에서 €12,000정도의 비용이 든다고 예상하고 있다. 이처럼 절박한 이주민은 코스로 떠나는 배를 탑승하기 위해 소동을 벌이기도 한다.
2015년 9월, 보드룸에서 코스 섬으로 가기위해 가족과 함께 고무보트 위에 오른후 바다 위에서 생명을 잃은 3살의 알란 쿠르디의 사진은 세계 곳곳 미디어의 헤드라인에 올랐다. 바그다드의 EU 외교관인 Konstantinos Vardakis은 뉴욕타임즈(The New York Times)를 통해 2015년 8월 중순부터 9월 초까지 하루에 적어도 이라크인 250명이 그리스섬에 도착한다고 말했다.

#### 헝가리(Hungary)

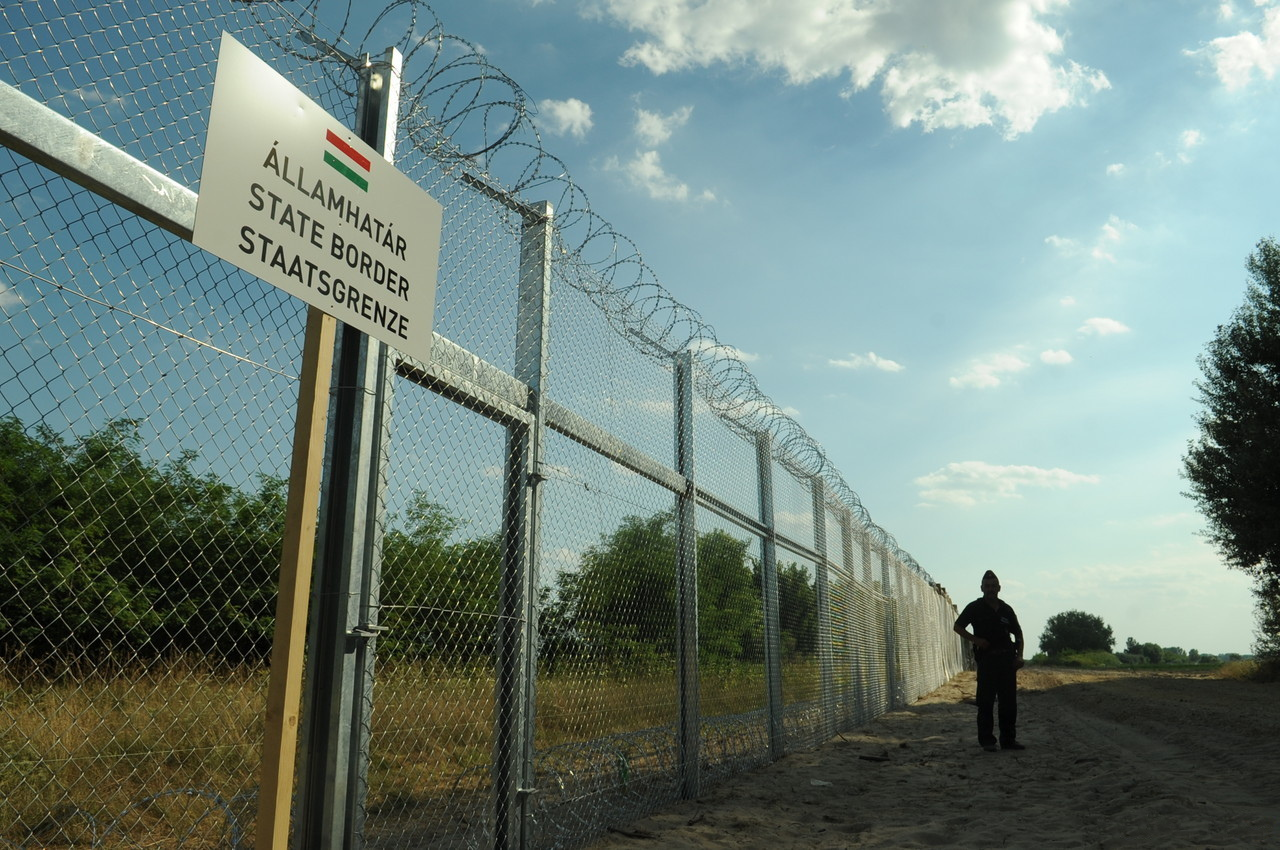
헝가리-세르비아 국경 펜스

이주민이 발칸 경로를 통해서 솅겐 지역으로 들어오는 첫 번째 도착지는 그리스이다. 솅겐 조약에도 불구하고 그리스는 그들에 대해 적극적으로 대처하지 않았다. 이주민은 다시 솅겐지역인 세르비아-헝가리 국경 지역으로 이동한다. 2015년 6월 헝가리는 세르비아, 비EU국가, 비 솅겐 지역으로부터의 불법 이주민의 유입에 대한 대처를 심사숙고하고 있다고 밝혔다.

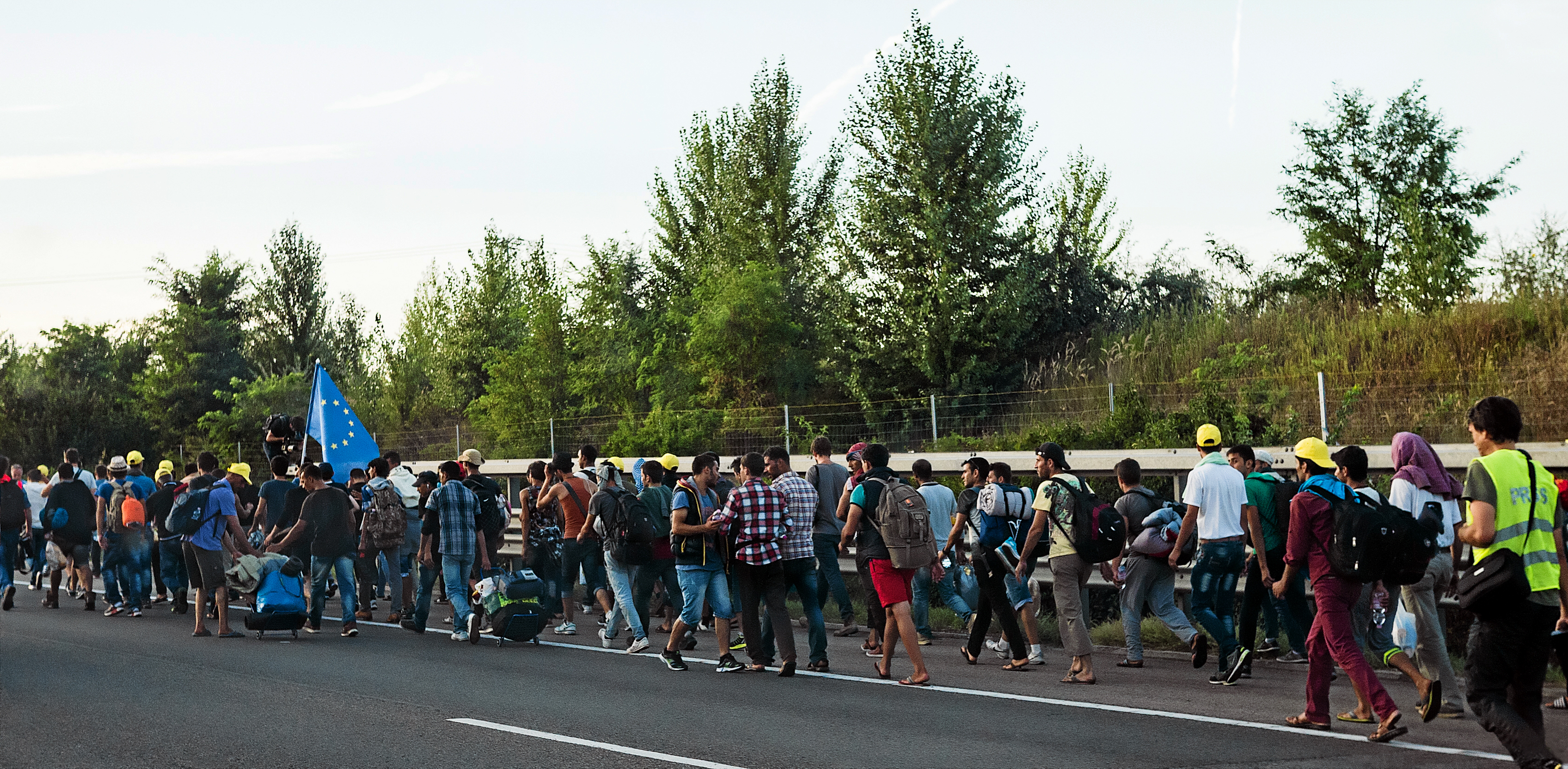
오스트리아로 향하는 헝가리의 이주민 행군

2015년 6월 17일, 헝가리 정부는 서쪽 국경을 따라 높이가 4ｍ고 길이가 175km인 국경 펜스를 설치할 것이라고 발표했다. 비록 헝가리 솅겐 조약에 따라 대처했지만(솅겐 국경 외부를 맞대고 있는 국가에게 불법적인 이동과 국경 심사로부터 보호하는 의무를 지우도록 했지만) 유럽연합 집행위원회(European Comission)는 EU 의무를 위반한 EU 회원국에 경고하며 헝가리같이 회원국들에 불법 이주민 유입에 대한 다른 대안을 찾아볼 것을 촉구했다. 국경 설치의 첫 단계는 8월 말 경에 마무리 지었는데, 헝가리 총리 Viktor Orbán은 2015년 말에 완공 될 것이라고 발표했다.
2015년 9월 3일, 헝가리 총리 Viktor Orbán는 부다페스트의 기차역에서 발생한 혼란에도 불구하고 이주민 사태에 대한 국가 내부의 운영을 옹호하는 동시에, 이주민이 유럽으로 들어오는 것을 막지 않는 독일과 유럽을 전반적으로 비판했다. 같은 날, 헝가리 경찰이 이주민을 서쪽으로 향하는 부다페스트 기차의 탑승을 허용했고, 그리고 헝가리 지역인 Bicske에서 기차는 멈춰서, 그곳의 이주민 등록 캠프에 그들을 보내려고 하였다. 하지만 이주민은 그에 협조하기를 거부했고 기차에 남아있었지만, 기차는 더 이상 서쪽으로 이동하지 않았다.
2015년 9월 4일, 부다페스트 기차역(Keleti Pályaudvar)의 이주민 약 천여 명이 오스트리아와 독일을 향해 직접 도보로 이동하기 시작했다. 같은 날 밤, 헝가리 정부는 버스를 보내 그들을 오스트리아 국경에 위치하고 있는 Hegyeshalom으로 수송하기로 결정했다.
2015년 9월 14일, 헝가리 경찰이 세르비아로부터의 경로를 막고있었다는 것이 밝혀졌다. 그리고 국경에는 중무장한 경찰·군인, 위에서 맴돌고 있는 헬리콥터가 있었는데, 그들은 철조망으로 국경을 봉쇄하고 있었고, 2015년 9월 15일 오전 12시를 시작으로 체포와 형사고발의 위협을 하며 이주민이 국경을 건너지 못하게 붙들었다. 헝가리 측에서는, 자원자들이 크로아티아로 통하는 대안 경로를 나타내고 있는 배포물을 나눠주고 있었다는 것이 보여졌는데, 이 배포물은 "헝가리를 피하세요 - 이주민 뉴스"("Avoid Hungary – Migration news")의 페이스북 그룹 관리자에 의해 생성되었다. 이는 1990년대 독립전쟁으로 인해 설치된 지뢰가 아직 존재하고 있으므로, 이주민에게 크로아티아-세르비아 국경을 건널 때 주의하라고 충고한 크로아티아 페이스북 이용자로 인해 야기된 것이다. 그 동안 2015년 9월 15일, 헝가리는 세르비아와 접한 국경을 봉쇄했고, 9월 16일 수요일에 이주민 수백 명은 두 차례에 걸쳐 헝가리와 세르비아 사이의 국경 펜스를 파괴하면서, 콘크리트 덩어리와 물병을 펜스를 향해 던졌다. 헝가리 경찰은 세르비아 Horgoš지역의 국경지대에서 최루 가스와 몰대포로 대응했다. 세르비아 수도 베오그라드는 이러한 대응에 대해 항의했지만, 세르비아 경찰은 이러한 폭력진압에 대해 아무 대응도 하지 않았다. 20세의 이라크 난민이 불과 며칠 전부터 적용된 새로운 법으로 €80의 재판수수료뿐만 아니라, 국외 추방의 판결을 받았고, 일 년 동안 헝가리 입국 금지 조치 처분을 받았다. 9월 18일, 이번에는 EU 회원국이지만 솅겐 지역의 구역이 아닌 크로아티아와의 국경을 따라 헝가리는 또 다른 국경 펜스를 설치하기 시작했다. 2주 안에 난민 수만 명이 크로아티아로부터 헝가리로 국경을 건넜고, 그들 중 대부분은 오스트리아 국경으로 향했다.
2015년 10월 16일, 헝가리는 이주민에게 크로아티아와 접한 국경을 폐쇄할 것이라고 밝혔다. 그리고 10월 17일 이후부터 매일 이주민 수천 명이 대안으로 슬로베니아를 향해 방향을 바꿨다.

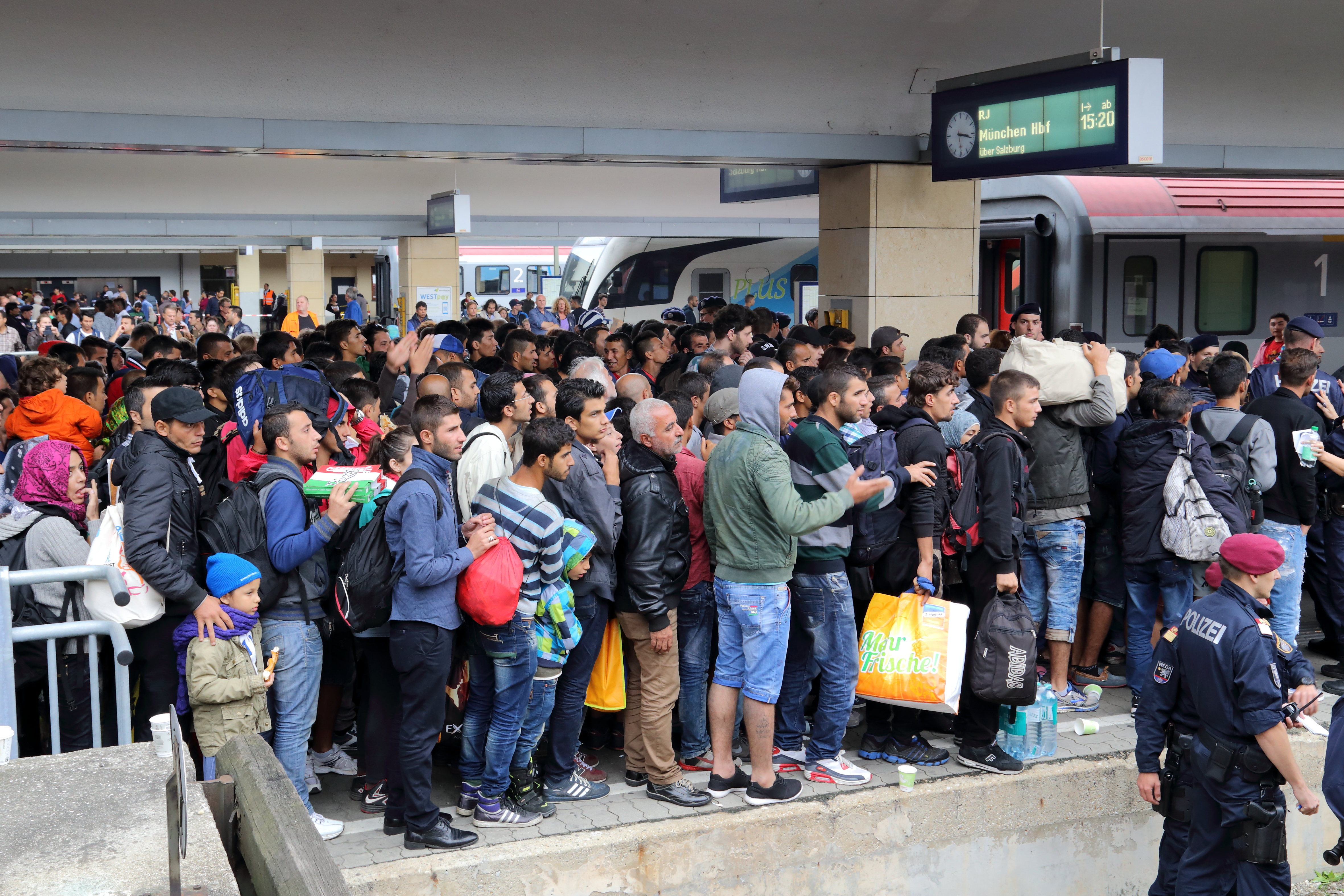
2015년 9월 5일, 오스트리아 빈의 Wien Westbahnhof 기차역: 독일로 향하는 이주민

#### 오스트리아(Austria)
2015년 8월 27일, 이주민 71명이 오스트리아 비엔나 근처의 통풍이 좋지 않은 푸드 트럭안에서 죽은채로 발견되었다. 2015년 8월 31일, 오스트리아는 헝가리 국경을 건너 밀입국하는 이주민을 위해 차량을 조사하기 시작했다.
2015년 9월 4일, 오스트리아 총리 베르너 파이만은 독일 총리 앙겔라 메르켈과 함께 이주민이 헝가리 국경을 건너 오스트리아와 독일의 입국을 허용하는 것을 발표했고, 2015년 9월 5일, 이주민을 태운 버스가 오스트리아-헝가리 국경을 건너기 시작했다. 오스트리아는 이주민 6,500명이 2015년 9월 5일 오후 국경을 지났고, 2,200명이 이미 독일로 향하고 있다고 언급했다.
2015년 9월 14일, 오스트리아는 독일의 입장을 따랐고, 헝가리와 접해있는 구경에 대한 국경 관리정책을 도입했다. 오스트리아 당국은 또한 헝가리 국경 지대에 오스트리아 군대를 배치했다.
2015년 9월 19일, 오스트리아는 슬로베니아와 헝가리로부터의 이주민 입국자 대략 10,000명을 허가했다. 오스트리아는 독일로 향하는 이주민에게 숙식과 이동 중 의료 서비스를 제공하며 이주민 유입에 대한 규제의 역할을 맡았다.
2015년 10월 28일, 오스트리아는 내무부 장관Johanna Mikl-Leitner은 슬로베니아와 접하고 있는 곳에 "질서정연하게 이주민을 관리하기 위해" 국경 펜스를 설치하기로 결정했다고 밝혔다.

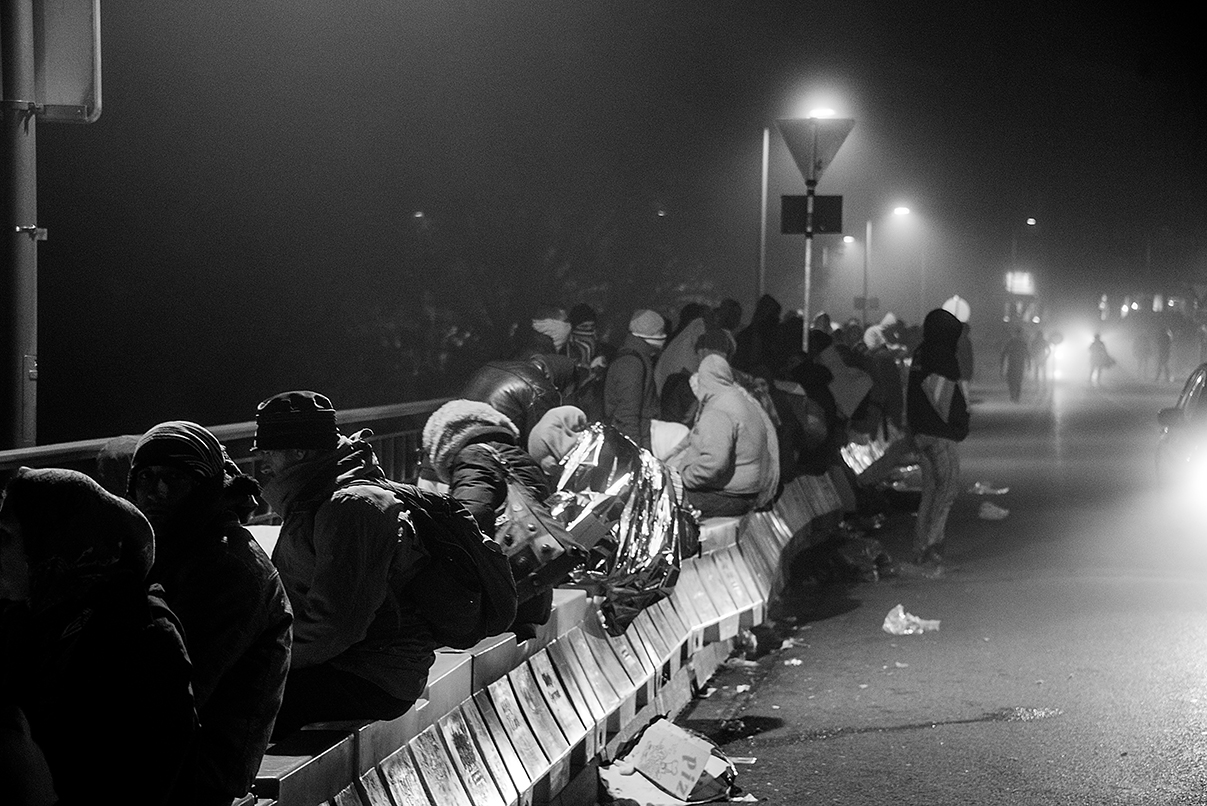
독일 입국을 기다리는 이주민

#### 독일(Germany)
독일은 이번 EU 난민 사태에서 최종 목적지로 가장 인기있는 국가이다. 2015년 9월 6일 기준 이주민 수천 명이 계속해서 오스트리아를 통해 독일로 들어오고 있다. 독일의 망명에 대한 관행은 기본법 16a조항에 근거하고 있다. 난민 사태 이후 독일은 인도주의적인 이유로 더블린 제3 조약의 17조항의 수정 가능성을 사용하기로 결정했다. The Wall Street Journal에 따르면, 이러한 "일방적인" 환영 정책은 국내적·국제적인 반발을 야기한다는 것이다. 그러나 독일은 독일 전역의 망명 신청자를 분포시키기 위해 즉시 할당시스템을 배치하기 시작했다. 2015년 9월, 난민의 거처에 대해 책임을 지고 있는 독일 연방은 수용력의 한계에 도달했고, 이번 사태에 대해 신중하지 못하다고 베를린 정부를 비판했다.

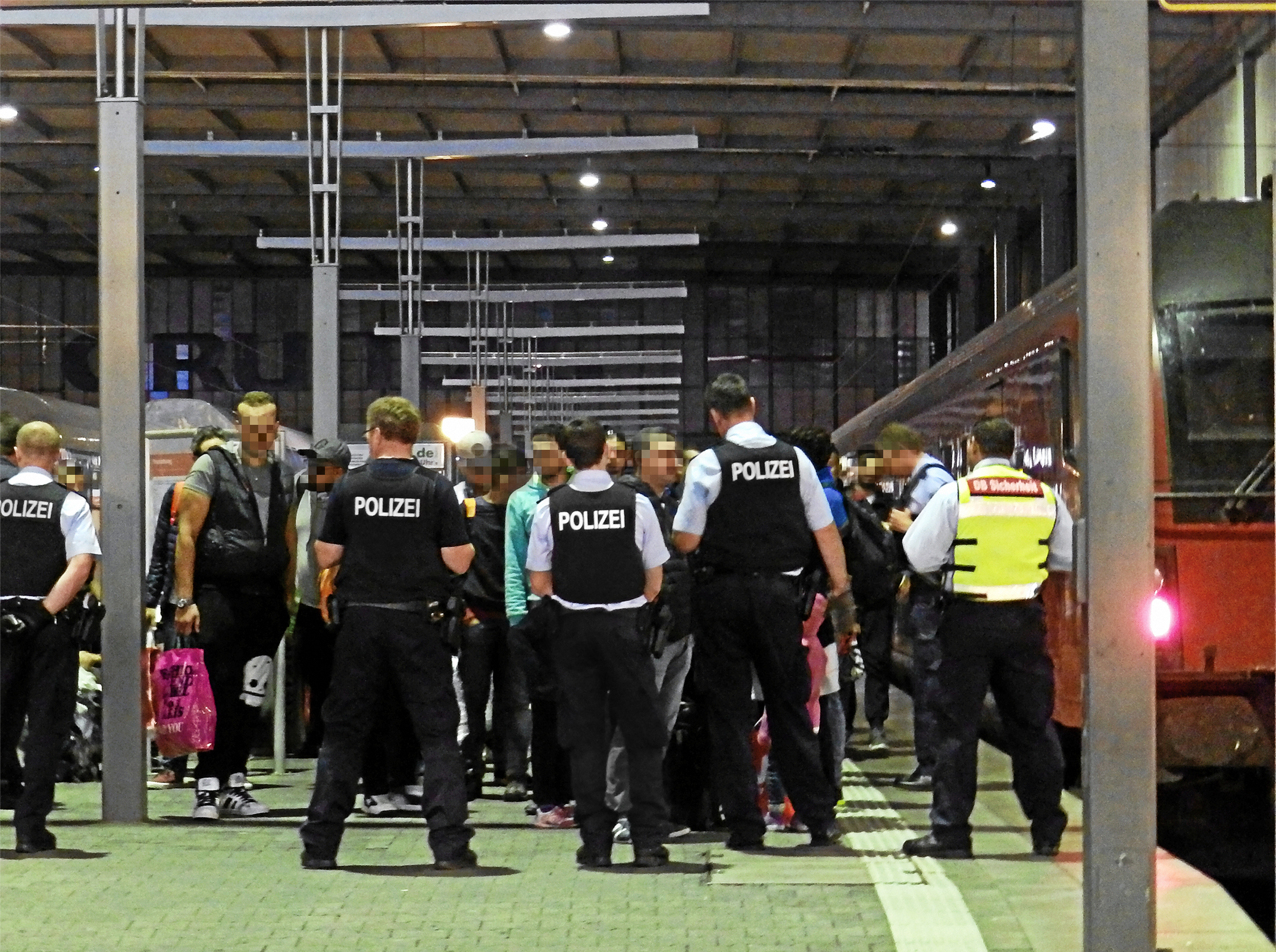
뮌헨에 도착한 이주민

9월 13일 내무부 장관은 오스트리아와 접하고 있는 서부 국경지역에 대한 일시적인 규제 도입을 밝혔고, 이러한 조치를 보안문제 와 연관지어 설명했다. 이 규제는 오스트리아부터의 일시적인 기차여행 연기와 차량에 대한 임의 추출 조사를 허가했다. 10월 5일 독일 신문 Bild는 비밀 문서를 보유하고 있다고 주장했는데, 이 문서에는 2015년 말까지 망명신청자의 수가 150만 명으로 증가할 것이라고 서술되어 있다고 밝혔다. 독일 내무부는 이 보고에 대해 부인하면서, "단지" 망명 신청자 800,000명이 예상된다고 재차 강조했다. 독일은 18세 이하 이주민에게 "선아동, 후난민(children first and refugees second)"의 정책을 따르는데, 그들은 독일 아이들과 똑같은 권리를 받게된다. 2015년 10월 말, 독일의 니더작센(Lower Saxony)주는 인구 102명의 작은 마을인 Sumte이 망명 신청자 750명을 받을 것이라고 말했다.

#### 덴마크(Denmark)
2015년 9월 6일을 시작으로 대규모의 독일에 망명신청을 거부한 이주민이 스웨덴으로 향하기 위해 덴마크 국경을 지나기 시작했다. 초기에 덴마크 경찰은 EU 규정에 따라 모든 이주민을 등록하려고 시도했지만, 많은 이들이 스웨덴에 망명하기를 원하면서 이를 거절했다. 결국 9월 9일 Padborg 기차역에서 약 50명이 난투극을 벌였다. 9월 9일, 덴마크는 독일로 통하는 철도·여객선을 중단했다.(다음날 재개했다) 같은 날 이주민 수백 명이 스웨덴을 향해 남유틀란트 반도를 따라 걸어갔으므로 사고의 위험이 있다 판단하여 E45 고속도로 부분이 폐쇄되었다. 이곳은 이주민이 고속도로를 벗어난 몇 시간 후에 다시 열렸다. 규정을 둘러싼 초기의 불확실한 과정을 지나, 다른 북유럽 국가에 가길 희망하고 덴마크에 망명신청을 거부하는 이주민에게 통행이 허가되었다. 9월 6일 이후 약 5주가 지난 후, 이주자 대략 28,800명이 덴마크 국경을 지났다. 이들 중 3,500명이 덴마크에 망명을 신청했고, 나머지는 다른 북유럽 국가로 계속해서 향했다.

#### 칼레 (France)
2015년 여름 동안, 적어도 9명이 영국 입국을 시도하다 떨어지거나, 기차에 치이거나, 유로터널 입구의 수로에서 익사하여 생명을 잃었다.

#### 핀란드(Finland)
2015년 9월 13일 핀란드 언론에 따르면, 지방 당국은 매일 스웨덴 국경을 지나오는 망명신청자가 300명이라고 추정하고 있다. 올해 망명 신청자의 총원은 작년 한해 총원보다 2.6배가 많은 것으로 나왔다.

#### 러시아(Russia)
러시아를 건너 노르웨이로 들어오는 이민자의 수가 2015년 상반기에는 소수에서 420명으로 증가했는데, 이는 9월 한달 동안에만 자전거로 건너온 망명 신청자의 수이다.

### 2015년 여름 사태의 계기(도화선)
2015년 여름 동쪽의 지중해 지역과 서쪽 발칸 경로(터키-그리스-마케도니아-세르비아-헝가리)를 따라 이동한 대규모의 이주민 사태의 원인과 도화선은 다음과 같다:
- 2015년 6월 중순, 마케도니아 정부는 불법적으로 입국하는 이주민에 대한 정책을 변경하는 중이라고 밝혔다. 이전에, 이주민은 마케도니아를 통과하는 것이 금지되어 있었는데, 그 이유는 밤에 철로위를 걷는 것과 같이 매우 위험하고 은밀하게 진행될 수 있기 때문이다. 6월 초에 이주민은 3일의 일시적인 망명 허가를 받았는데, 이는 그들에게 철도나 도로를 통한 이동을 가능하게 했다.[127][128]
- 마케도니아 경로의 개방은 이민자가 중동에서부터 오는 경로를 짧게 했을 뿐만 아니라, 더 위험하고 훨씬 거리가 먼 리비아-이탈리아로의 이동을 선택하는 대신에 상대적으로 저렴한 터키 해안에서 그리스 섬으로 들어가는 이동을 가능하게 했다. 워싱턴포스트에 따르면, 위험 감소뿐만 아니라, 약 $5,000-6,000에서 $2,000~3,000까지 비용을 절약하게 되었다고 말했다.[128]

### 그린보더(green borders)의 폐쇄
발칸지역을 통한 입국 경로는 2015년 유럽 난민 사태 당시 최고의 강도를 받았는데, 뉴욕 타임즈에 따르면, 그 자료는 다음과 같다.
| 출발지     | 목적지     | 상황 |
| ---------- | ---------- | --- |
| 튀르키예   | 그리스     | 그리스는 2012년 터키와 접하는 국경지역에 철조망을 설치했다. 2015년 9월, 터키 지방 당국은 3일에 걸쳐 약 이주민 1,700명이 국경 지대에서 이동하는 것을 허가했다.                                                                            |
| 튀르키예   | 불가리아   | 그리스가 터키로부터 온 이주민을 불가리아로 보내는 대응으로 인해,불가리아는 터키로부터 들어오는 이주민을 막기위해 국경 팬스를 설치했다.                                                                                                   |
| 그리스     | 마케도니아 | 그리스로부터 건너온 이주민이 경찰의 강력탄압으로 인해 그들의 이동이 마케도니아에서 실패하자, 결론적으로 그들의 이동을 세르비아로 돌렸다.                                                                                                 |
| 세르비아   | 헝가리     | 2015년 헝가리는 세르비아와 접하는 국경지역에 175km의 철조망을 설치했다. |
| 크로아티아 | 헝가리     | 2015년 헝가리는 40km길이의 철조망을 크로아티아와 접하는 국경지역에 설치했다. 2015년 10월 16일, 헝가리정부는 이주민에게 크로아티아와 접하는 국경지역을 폐쇄할 것이라고 발표했다.                                                          |
| 크로아티아 | 슬로베니아 | 2015년 9월 슬로베니아는 국경을 건너려는 이주민에게 후추 스프레이를 뿌리면서, 크로아티아로부터의 교통을 차단했다. 비록 다시 국경지역이 열렸지만, 2015년 10월 18일까지 슬로베니아는 매일 국경을 건너려는 이주민을 2,500명으로 제한했다.    |
| 헝가리     | 오스트리아 | 오스트리아는 2015년 9월 15일을 기준으로 헝가리와 접하는 국경지역에 국경 통제를 시행하기로 계획했다. 이 규제는 유럽연합 내에 최대한 6개월까지 머무를 수 있다고 말한다.                                                                    |
| 슬로베니아 | 오스트리아 | Austrian border barrier 문서를 참고하십시오. |
| 오스트리아 | 독일       | 독일은 2015년 오스트리아로부터의 철도 여행을 일시적으로 중지했다. 그러나 서부 발칸 경로로 들어오는 이주민에게 최소한의 규제를 도입했고, 이 맥락에서 독일 총리 앙겔라 메르켈은 독일은 난민 수용에 대해 제한을 두어서는 안된다고 주장했다. |

## 대응

### 유럽연합
2015년 4월 19일에 발생한 이주민 조난사고 후, 이탈리아 총리인 마테오 렌치는 프랑스 대통령 프랑수아 올랑드와 몰타 총리 조셉 머스캣과 함께 전화로 이야기를 나눴다. 그들은 이주민의 사망 문제를 다루기 위해 유럽연합 내무부 장관의 긴급 회의를 요청하는데 동의했다. 렌치는 난민 밀입국 브로커를 "새로운 노예 무역"이라 칭하며 그들을 비난했고, 머스캣 총리는 19일 발생한 조난 사고에 대해 "지난 몇년동안 일어난 재해 중 가장 큰 인명 재해"라며 밝혔다. 올랑드 대통령은 이주민의 목숨을 위협하는 난민 밀입국 브로커를 "테러리스트"로 묘사했다. 독일 정부의 이주사회통합 수상보좌 정무차관 아이단 외쪼구쯔는 날씨가 좀 더 따뜻해 지면 더 많은 이주민이 도착할 것이라며, 긴급 구호 조치가 회복 되어야 한다고 말했다. 페데리카 모게리니는 4월 20일 월요일 룩셈부르크 회의에 앞서 EU의 집합적인 대응을 요구했다.
기자회견에서, 마테오 렌치 총리는 이탈리아가 이번 사태에 대해 논의하기 위해 가능한한 빨리 "유럽연합 비상 의회"를 소집하기를 요청했다고 밝혔으며, 다양한 유럽연합 지도자가 이 안건에 동의했다. 카메론 총리는 4월 20일에 트위터로 지중해의 난민 사태 문제의 종합적인 해결 방안을 찾기 위한 렌치의 유럽연합 긴급 회의에 "지지"를 밝혔다. 그는 후에 목요일에 열릴 유럽 연합 정상 긴급 회의에 참여할 것을 밝혔다.
2015년 4월 20일, 유럽연합 집행 위원회는 이번 사태를 처리하기 위한 10대 계획을 제안했다.
- 지중해의 합동 작전에 대해 강화한다. 즉, 트리톤, 포세이돈작전에 재원과 지원을 증가한다. 우리는 또한 프론텍스(Frontex)권한 하에 개입을 증가시킴으로 써, 그들의 관리 영역을 확장시킬 것이다.
- 선박을 억류하거나 파괴하는 밀수범에 대한 조직적 노력을 가할 것이다.
- 유로폴, 프론텍스, EASO와 유럽 사법 기구는 정기적으로 만나 밀수범의 작업 방식에 대한 정보를 얻기 위해 밀접하게 협업을 함으로써, 그들의 자금과 원조 등을 추적할 것이다.
- 난민 신청에 관한 합동 처리를 위해 EASO는 이탈리아와 그리스에 팀을 배치할 것이다.
- 국제 연합의 회원국은 모든 이주민의 지문을 확실히 채취할 것이다.
- 긴급 재배치 매커니즘을 위한 옵션을 고려할 것이다.
- 보호를 필요로 하는 사람에게 장소를 제공해 줌으로써, 재정착에 관한 EU 전반의 자발적인 시범 사업을 시행할 것이다.
- 비우호국과 인접한 회원국으로부터 프론텍스에 의해 조정되는 불법 체류자의 빠른 반환을 위한 새로운 반환 프로그램을 설립할 것이다.
- 유럽연합위원회와 유럽대외관계청이 협력하여 리비아 주변의 국가와 결합하여 니제르에 대한 주도권을 강화해야 한다.
- 이동 흐름에 대한 정보와 EU 대표단의 역할을 강화하기 위해 주요 제3국에 이민 연락 장교(ILO)를 배치한다.

#### 국경 감시 작전
The Guardian지와 Reuters지는 트리톤 작전 규모의 2배 증가는 이전에 이탈리아가 운영한 마레 노스트룸 작전에 비해 여전히 적은 자원이라는 임무를 남길 것이라고 말했다. 이 구조 작전은 트리톤 작전의 예산 3배 이상에 달하며, 4배의 전투기 수, 지중해의 수색과 구조수행에 대한 더 포괄적인 권한을 가지고 있었다. 
2015년 4월 23일, 5시간의 긴급 정상 회의가 열렸고, EU 주 정상이 트리플 작전에 대한 예산을 3배 증가시켜, 2015-2016년에 1억 2천만 유로로 책정하는 것에 동의했다. EU 지도자는 이것이 2013-2014년의 마레 노스트룸 작전 때와 같은 작전능력을 만들어 낼 것이라고 주장했다. 이 협정의 일환으로, 영국은 영국해군 강습상륙함인 HMS Bulwark과, 두 대의 해군 정비보트와 세대의 헬리콥터를 작전 참여를 위해 보내는 것을 동의했다. 2015년 5월, 아일랜드 시몬 코베니 국방부 장관은 아이리쉬 해군 기함인 LÉ Eithne가 이번 사태에 대비해 투입 될 것이라고 발표했다. 국제사면위원회는 즉각적으로 유럽연합의 대응을 "인명 구조가 아닌, 체면을 세우기 위한 것"이라며 비판했고 "트리톤의 작전 지역의 확대의 실패는 치명적으로 오늘날의 헌신을 훼손할 것" 이라고 말했다.
2015년 5월 18일, 유럽연합은 EU Navfor Med라고 불리는, 로마를 거점으로한 새로운 작전을 착수하기로 결정했다. 이탈리아 제독 Enrico Credendino 지휘 하에, 이주민 밀수업자가 이용하는 선박의 처리·억류·신원파악을 위한 조직적으로 노력했다. 6월 22에 개시한 이 새로운 작전의 첫 번째 단계는 밀수업자의 선박을 감지하고 리비아로부터 이탈리아나 몰타로 향하는 그들의 패턴을 주시하는 해군 감시를 포함하다. "소피아 작전"이라 불리는 두 번째 단계는 10월에 시작되었는데, 이는 공해의 이주민 선박을 방향을 돌리게 하거나, 장악하는 등 밀수업자의 항로를 방해하는 것에 목적을 두었다. 이 작전에 6대의 유럽연합 군함이 이용된다. 유럽연합은 EU Navfor Med의 범위를 넓히는 것을 시도했는데, 이를 위해 세 번째 단계 작전이 밀수업자의 선박을 억류하고 처리하기 위해 리비아 해양 내의 감시를 포함하려 했다. 리비아의 밀수업자가 사용하는 선박을 파괴하는 육지 작전도 제안되었었으나, 이러한 작전은 UN이나 리비아의 허가가 필요하다.

#### 망명 신청자의 재배치와 재정착

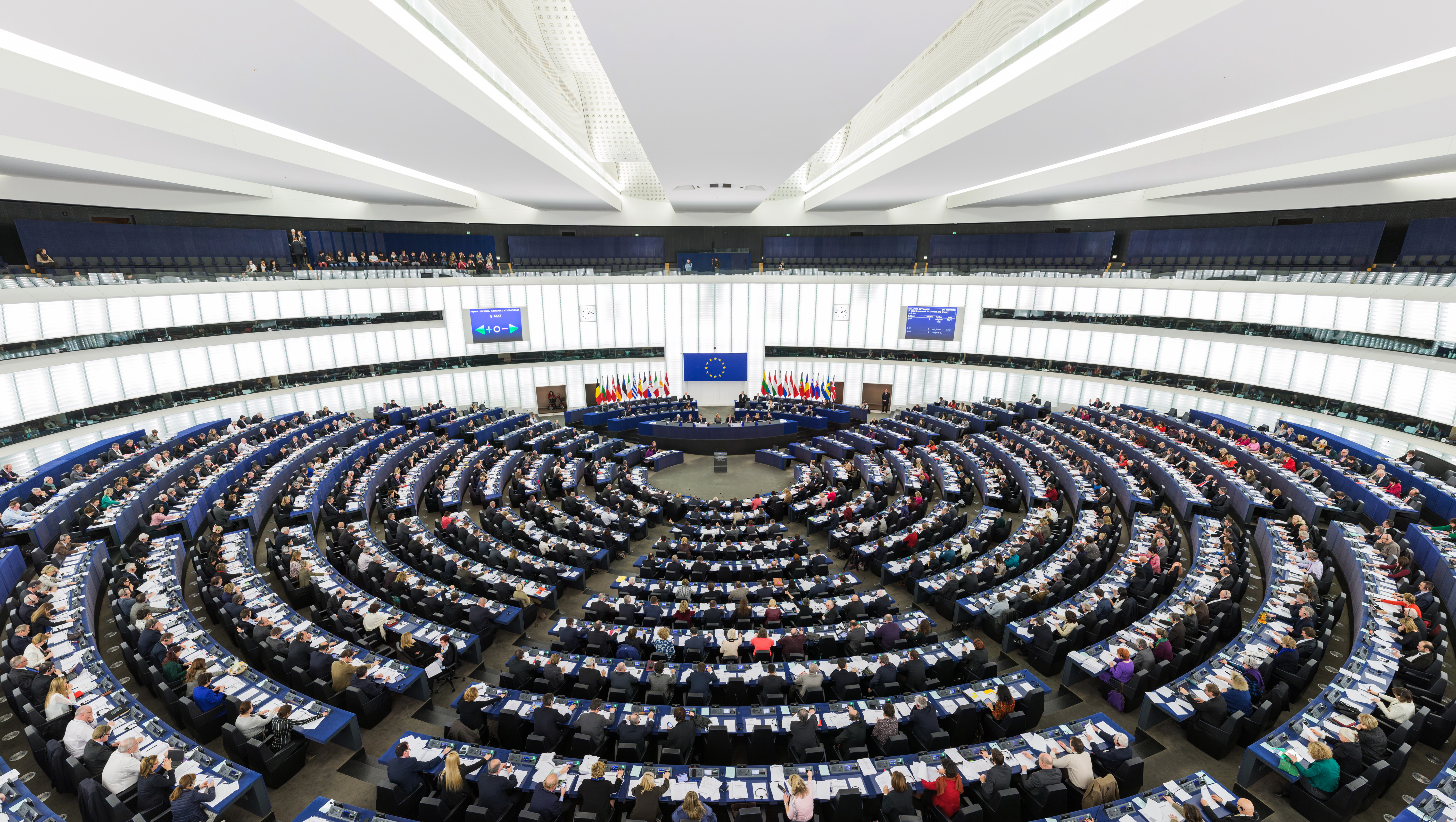
유럽연합 의회는 망명 신청자가 유럽연합 회원국 내에 동등하게 배치될 수 있도록 하는 새로운 이주민 할당제를 지지한다고 투표했다.

2015년 4월 지중해에서 발생한 이주민 보트의 조난사고의 단계적 확대는 유럽연합 지도자가 자국의 국경 감시 정책과 이주민에 대한 절차를 다시 고려하도록 만들었다. 4월 20일 유럽연합 집행위원회는 이탈리아와 그리스에 망명 신청에 대한 합동 처리를 위해 팀을 배치하도록 하는 유럽연합 망명 지원 사무실을 포함하는 10대 계획을 제안했다. 또한 2015년 4월, 독일 총리 앙겔라 메르켈은 유럽연합 회원국에 비유럽연합 국가의 망명 신청자를 분배하도록 하는 새로운 할당제를 제안했다.
2015년 9월, 이주민 수천 명이 부다페스트에서 비엔나로 이동하기 시작하면서 독일·이탈리아·프랑스는 망명 신청자에게 유럽 연합 사이에 좀 더 공평하게 공유될 수 있도록 요구하였다. 집행위원회 위원장 장 클로드 융커는 유럽 연합 내의 망명 신청자 160,000명을 새로운 이주민 할당 시스템 하에 분배해야 한다고 제안했다. 룩셈부르크 외무 장관 장 아셀보른은 유럽 난민 기관의 설립을 요청했는데, 이것은 모든 유럽연합 회원국이 이주민에게 망명 승인에 같은 기준을 적용하고 있는지 조사하는 권한을 가질 수 있다. 헝가리 총리 오르반 빅토르는 "수천만 명"의 이주민이 유럽에 올 수 있다고 경고하며 유럽연합 집행위원회를 비판했다. 룩셈부르크의 정치가 아셀보른은 오르반 빅토르 총리는 부끄러워해야 한다며 선언했다. 독일 외무부 장관 프랑크 발터 슈타인마이어는 강제적인 이주민 할당을 꺼리는 유럽 회원국은 부결될지도 모른다고 말하며, "다른 방도가 없다면, 우리는 자격을 갖춘 다수의 시설을 이용하는 것을 심각하게 고려해야 한다."라고 말했다.
비셰그라드 그룹(체코, 헝가리, 폴란드, 슬로바키아)의 지도자는 프라하에서 열린 9월 회의에서, 그들은 이민자들의 재분배에 관한 어떠한 강제적인 장기적 할당제를 받아들이지 않겠다고 선언했다. 체코 정부는 "만약 이곳에 있고 싶어 하지 않는 사람 2천~3천 명이 체코에 정착하는 것을 강요당한다면, 그들을 자유롭게 두는 것이 정당하다. 할당제는 난민에게 불공평하며, 우리는 그들을 소처럼 이리 저리 움직이게 할 수 없다."며 언급했다. 체코 내무부 장관 Milan Chovanec에 의하면, 2015년 9월 2일부터 체코는 더블린 조약에도 불구하고 경찰이 잡은 모든 시리아인에게 망명을 제안하고 있었는데, 9월 9일까지 억류 된 1,300명 중 단지 60명만이 체코에 망명 신청을 결정하였고, 나머지는 독일이나 다른 곳으로 계속해서 이동했다. 체코 대통령 밀로시 제만은 돈바스 전쟁으로 인한 우크라이나 난민 이동 또한 이주민 할당제에 포함되어야 한다고 말했다. 2015년 11월, 체코는 요르단부터 온 선별 된 시리아인(약 400명)에게 의료 후송조치 프로그램을 시작했다. 프로그램 하에, 심각하게 아픈 아이들은 체코 최고의 의료 시설에서 치료를 받기로 정해졌고, 그들의 가족이 망명을 하기로 했으나 초기 세 가족들이 프라하로 이송된 후, 그 중 한 가족이 즉시 독일로 달아났다. 체코 총리 보후슬라프 소보트카은 따라서 할당제가 무효할 것이라고 판단했다.

120,000명의 난민 재배치 안건에 대한 유럽 연합 각 국 정부의 투표 결과
동의
옵트 아웃(Opt-out)
기권
반대
비 유럽연합 국가

2015년 9월 7일, 프랑스는 망명 신청자 24,000명을 2년에 걸쳐 받기로 발표했다. 영국은 주로 요르단·레바논·터키 캠프의 아이·고아인 난민 20,000명을 받을 것으로 발표했다. 독일은 난민 사태를 다루기 위해 67억 달러를 약속했다. 그러나, 또한 2015년 9월 7일에 오스트리아와 독일 두 국가는 현재의 유입 속도로는 감당할 수 없다고 경고하며, 우선적으로 속도를 줄일 필요가 있다고 말한다.
2015년 9월 22일, 유럽연합 내무부 장관 회의에서 이탈리아, 그리스와 헝가리와 같은 최전방 국가의 망명 신청자 130,000명을 2년에 걸쳐 다른 유럽연합 국가에 이동시키는 계획안을 승인했다(옵트 아웃을 행사하고 있는 덴마크, 아일랜드, 영국 제외). 이 재배치 계획은 "명확히 국제적인 보호를 요구하는"망명 신청자에게 적용된다. - 이탈리아로부터 15,600명, 그리스로부터 50,400명, 헝가리로부터 54,000명은 EU국가 내에서 망명 신청의 평균적인 수치뿐만 아니라, 각 국의 경제 수준과 인구를 고려하는 기본적인 할당제에 따라 재배치 될 것이다. 이 결정은 다수가 하였는데, 체코·헝가리·루마니아·슬로바키아는 반대하였고, 핀란드는 기권하였다. 헝가리가 재배치 계획안에 반대를 한 이후, 헝가리의 망명 신청자 54,000명은 현재로서는 이동되지 않을 것이고, 대신에 이탈리아와 그리스의 망명 신청자는 재배치 될 수 있다. 체코 내무부 장관은 투표 후에 트위터로 "오늘은 상식이 패배했다."라고 말했다. 슬로바키아 총리 로베르트 피초는 유럽 연합의 강제적인 이주민 할당제에 대해 룩셈부르크에 있는 유럽 사법재판소에 법적 조치로 대응하겠다며 위협했다. 10월 9일, 에리트레아 첫 망명 신청자 20명이 EU 전제조건에 따라 망명 등록 국가인 이탈리아에서 지문 채취 후 비행기를 타고 이탈리아에서 스웨덴으로 재배치되었다.

2015년 10월 25일, 그리스와 독일을 포함한 비교적 부유한 발칸 주변 국가의 지도자들은 망명 신청자 100,000명을 위해 캠프를 설치하는 것을 동의했고, 이러한 움직임은 독일 수상 앙겔라 마르켈이 지지했다.
2015년 11월 12일, 몰타 정상회의에서 이틀간의 회담 끝에 터키에, 시리아에서 피신하는 시리아 난민 200만 명을 관리하게 하기 위해 2년에 걸쳐 30억 유로를 제공하는 동의안을 발표했다. 이는 난민이 튀르키예에서 유럽으로의 이주를 억제하기 위해, 이주민이 유럽으로 들어오는 흐름을 저지하기 위한 가장 야심적인 노력으로 묘사되고 있다.
2015년 11월 파리 테러 사건에 뒤이어, 폴란드 EU 담당 장관 콘라트 지만스키는 유럽연합 난민 재배치 계획안의 실행가능성이 보이지 않는다며, "우리는 우리의 안전이 보장받은 후에만 (난민에 한해서만) 받아들일 것이다."라고 말했다. 이번 테러는 유럽 당국(특히 독일)들이 현재 진행중인 유럽 난민 사태에 비추어 유럽연합 정책에 대한 그들의 입장을 재평가하는 것을 가져왔다. 많은 독일 관료들은 높은 강도의 철저한 검토가 필요하다고 믿었고, 독일의 앙겔라 마르켈의 태도에 대해 비판했다. 그러나 독일 부총리 지그마어 가브리엘은 그녀의 입장을 옹호하며, 많은 이주민이 테러로부터 달아난 것이라며 지적했다.

#### 더블린조약과 솅겐조약의 영향
더블린 조약하에서, 한 망명신청자는 그들이 처음으로 들어온 유럽 연합 국가에 망명 신청을 해야한다. 만약 그들이 지문 채취 후 다른 국가로 이동하게 된다면, 그들은 다시 처음의 국가로 보내질 수 있다. 대부분의 망명 신청자가 다른 유럽연합 국가를 지나 독일이나 스웨덴에 도착해서 그곳에서 망명신청을 하려하므로, 또 솅겐 조약을 채택한 유럽연합 22개국은 내부 국경 관리가 철폐되었으므로, 더블린 조약이 지난 2015년 여름동안 점점 더 어려워졌다. 특히 몇몇 국가들이 망명 신청자에게 그들의 영토를 통해 다른 곳으로 이동하는 것을 허락하거나, 그들을 다시 송환하는 것을 포기한 또 다른 국가, 그리고 이주민이 들어오는 것을 막기 위해 솅겐지역 내에서 국경 감시대를 복귀시키는 국가들로 인해 더블린 조약은 더욱더 어려움을 겪고있다.

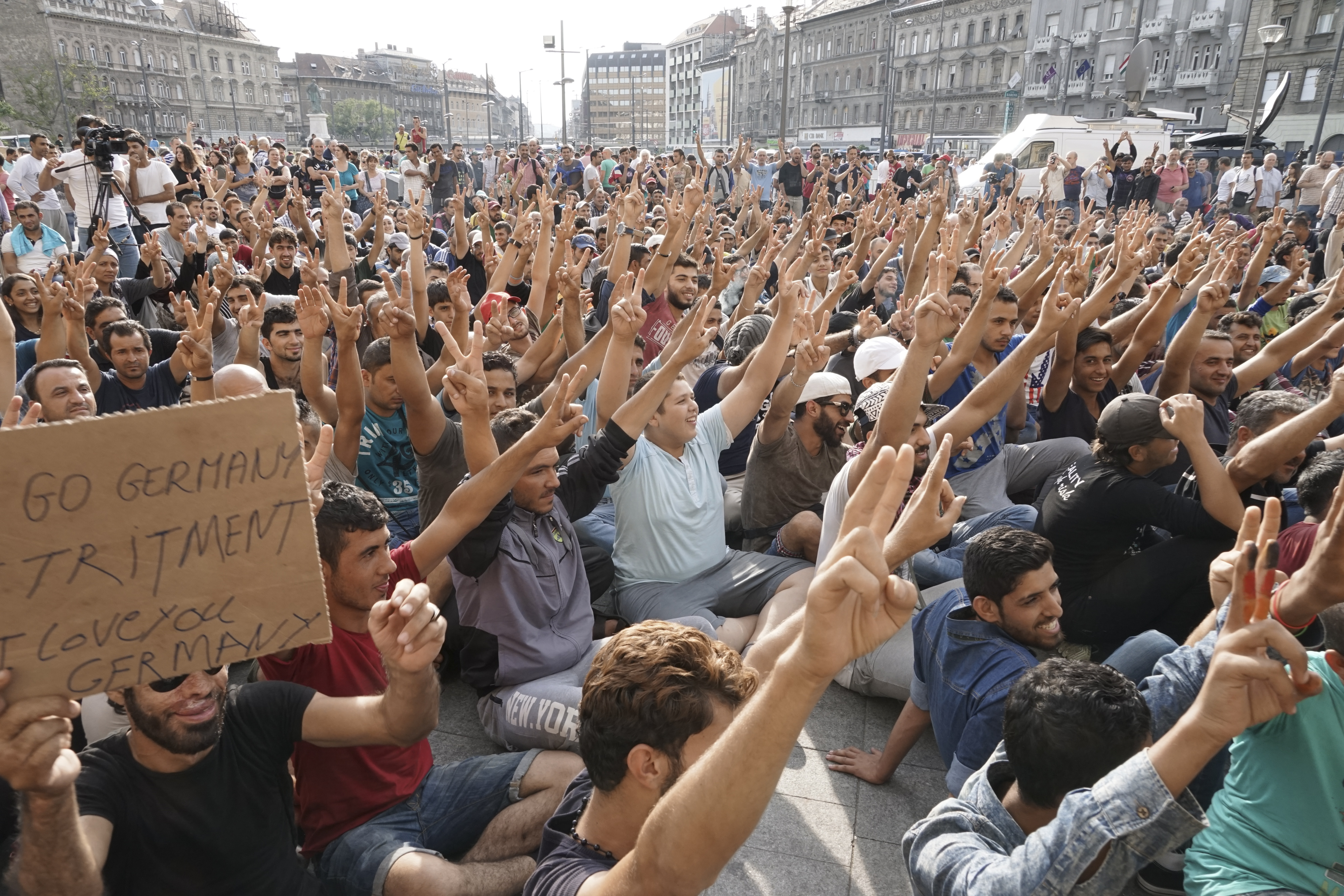
2015년 9월 3일, 부다페스트 Keleti 철도역 앞에서 투쟁하고 있는 난민

- 헝가리는 망명 신청으로 인해 과도한 부담을 떠안게 되었고, 2015년 6월 23일 헝가리는 후에 다른 유럽연합 국가로 가기위해 국경을 건너거나 그곳에 억류되어 있는 지원자들을 받아들이는 것을 중단했다.[187]
- 2015년 8월 24일, 더블린 III 조약의 17번 조항에 따라, 독일은 시리아 난민에 관한 일반적인 절차를 중단하고, 독일의 망명 신청자를 직접적으로 그들 스스로 처리하기로 결정내렸다.[188] 독일 망명 정책의 변화는 특히 독일 총리 메르켈이 "이주민 수에 관해 합법적인 제한은 없다."라고 말한 후에 많은 이주민을 독일로 향하게 했다. 오스트리아는 그 사이 오스트리아를 통해 헝가리에서 독일로 향하는 이주민에게 방해 받지 않도록 이동을 허락했다.[189][190]
- 2015년 9월 2일, 체코는 역시 더블린 조약을 거부하기로 결정내렸고, 다른 유럽 연합국가에 망명을 신청하거나, 체코에 도착한 시리아 난민에게 체코에 망명 신청을 진행하도록 하거나, 혹은 다른곳으로 그들의 이동을 계속하게 하는 것을 제안하기로 결정했다. 다른 국적의 이민자들에 관한 규정들은 아직 변화되지 않았다. 예를 들어, 그들이 여전히 구금 중이고, 더블린 규정하에 돌아간다면 만약 체코를 통해 독일에 도착하길 시도한다면(그들이 체코에 망명 신청 할 권리를 행하지 하지 않는 한), 그들은 여전히 구금 상태를 맞이할 것이고, 더블린 규정하에 이전의 나라롤 돌아가게 된다.[191]
- 9월 7일, 오스트리아는 특별 조치 이주민 수만 명에게 그들의 영토를 건너게 하는 특별 조치를 단계적으로 철폐하기로 하고, 더블린 조약을 복귀시키겠다고 발표했다.[192]
- 9월 9일에서 10일 사이, 덴마크는 난민 수백 명이 덴마크에 망명 신청자로 등록하는 거부하고 스웨덴으로 이동을 계속 주장한 후에, 독일과 통하는 철도를 폐쇄했다.[193]
- 9월 13일, 독일은 "현재의 유입을 제한"하기 위해, 그리고 독일 내무부 장관 토마스 드 메지에르에 따른 "사람이 독일에 입국하는 시기에 질서 있는 절차로 돌아가기" 위해 오스트리아와 접하는 곳을 따라 일시적으로 국경 감시를 설정했다.[194] 체코는 체코를 통해 오스트리아에서 독일로 향하려 하는 대규모의 이주민에 대응 하기 위해 오스트리아와의 국경지대에 경찰 배치를 증가했다. 체코 경찰은 독일같이 시질적인 국경 감시를 설정하지는 않았지만, 국경과 멀지 않는 체코 영토내의 차량이나 기차의 무작위 검색을 하고, 그린보더를 따라 헬리콥터 순찰을 하였다. 몇몇 체코 경찰은 대규모의 이주민이 오스트리아-체코 국경으로 움직이는 것에 사전 경고를 주기위해 오스트리아 내에 배치되었다.[195]
- 9월 14일, 오스트리아는 헝가리와 접하는 국경지대에 국경 감시를 설정했다.오스트리아는 국경지대에 경찰뿐만 아니라, 군대를 배치했다.[196] 헝가리 역시 세르비아와의 국경지대에 육군 요원을 배치했고,[197] 9월 15일부터 불법적으로 쉥겐 구역의 헝가리 영토에 들어오는 모든 사람은 체포될 것이고, 3년에서 5년의 구금에 처해질 것이라고 발표했다.[198] 난민에 대한 대처가 나치의 정책과 유사하다는 오스트리아 수상 베르너 파이만의 발언 후에,[199]헝가리는 난민을 오스트리아와의 국경지대로 버스로 이동시켰다. 이곳으로 떠넘겨진 난민은 오스트리아를 건너기 위해 직접 걸었다.[200]
- 9월 15일, 헝가리 서부에 위치한 이주민이 세르비아와의 그린보더 폐쇄에 대해 항의하면서 단식 투쟁을 시작하였다.[201][202]
- 9월 16일, 헝가리 경찰들이 그린보더의 개방을 요구하는 이주민 향해 최루가스와 물대포를 사용하였고, 이주민은 폭동 진압 경찰들에게 돌과 콘크리트를 던졌다.[203] .
- 9월 17일, 크로아티아가 세르비아와의 국경을 폐쇄했다.

#### EU 회원국

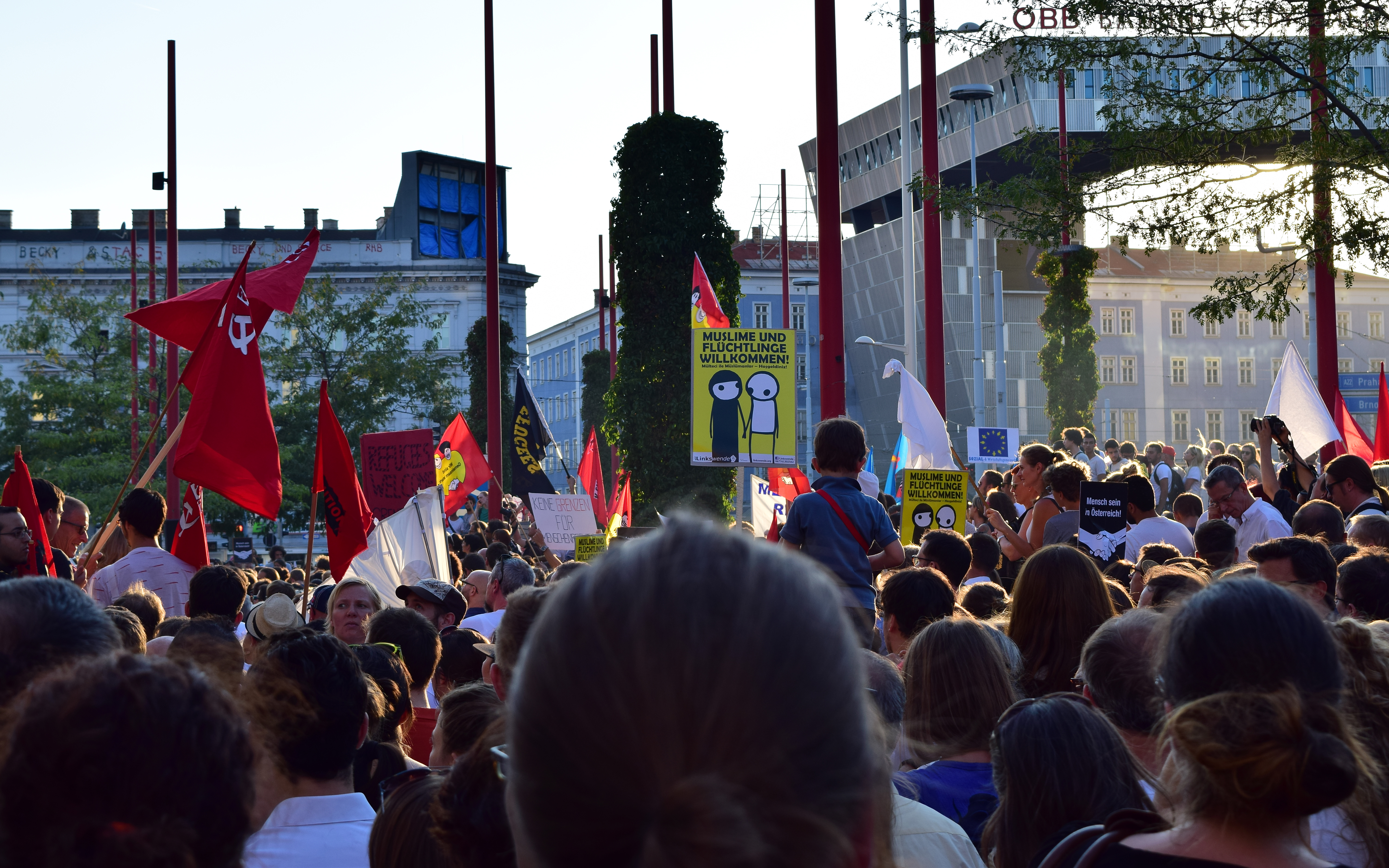
오스트리아의 '시리아 난민 환영' 집회. 2015년 8월 31일

오스트리아 – 2015년 8월 6일 국제사면위원회 위원장 Heinz Patzelt는 오스트리아 Traiskirche에 위치하고 있는 난민캠프를 조사했는데, 이 난민캠프에는 4,800명 이상의 난민이 거주하고 그들 중 1,500명 정도가 밖에서 잠을 잔다. 국제사면위원회의 의료 전문가 Siroos Mirzaei는 난민이 의료서비스를 받기 위해서는 며칠동안 기다려야 한다고 언급했다. 이 보고에서는 또한 난민 캠프에 단지 의사 4명이 있다고 말한다. 샤워시설과 화장실은 매우 심각한 상태이다. Mirzaei "배설물이 떠 있다."라고 말한다. Patzelt는 "오스트리아는 현재 인권을 침해하고 있고, 방치되고 있는 아이들과 약자들에 집중해야 한다."라고 말했다.
 불가리아 – 불가리아는 이주민이 불가리아를 통해 다른 유럽연합 국가로 가는 것을 막기 위해 터키와 접하는 지역에 국경 펜스를 설치했다. 이 펜스에는 적외선 카메라·동작 센서·전선이 설치되어 있고, 군이 이 펜스를 감시한다. 
 크로아티아 – 크로아티아는 유럽연합 계획안에 따라 내년 2년 동안 1,064명의 이주민을 받게 된다. 원래 크로아티아는 이주민 505명을 받으려 했으나, 더 많은 수를 받기로 결정했다. 2015년 8월 29일, 크로아티아 신문 유타르니 리스트는 "상위 공직자"와의 인터뷰를 보도했다. 그는 이번 이주민을 받아들이는 것에 대한 계획안을 위해 여러 부처가 관련된 실무자 그룹을 구성했다고 밝혔다. 크로아티아는 2015년 10월에 이 그룹의 대표단을 이탈리아와 그리스에 있는 난민캠프에 보냈다. 이를 통해 크로아티아가 수용 할 시리아와 에리트레아의 이주민을 선택한다. 크로아티아의 선택은 우선 1. 크로아티아와의 어떠한 연관점, 예를 들어 가족이 크로아티아에 있거나, 크로아티아 대학에서 수료한 경우(크로아티아는 유고슬라비아의 회원국이었지만, 비동맹운동국가의 외국인들-특히 시리아인-이 크로아티아에 공부를 하러 왔었다.), 2. 크로아티아 내의 수요에 따른 직업 교육, 그리고 3. 어린 아이들을 데리고 있는 가족이다. 추가로 크로아티아는 세르비아와 국경을 공유하고 있다. 헝가리가 세르비아와 접하는 지역에 펜스를 세우면서, 세르비아로부터 오는 대규모의 이주민 유입의 위험이있다. 국경의 약 80%정도가 다뉴브강에 이루어지고 있지만, 문제는 70 km 길이의 "그린 보더"라고 불리는 토바르닉주변이다. 크로아티아 내무부 장관 Ranko Ostojić는 "이 지역의 경찰들은 불법 이민자들로부터 크로아티아 국경을 지키기 위해 충분한 인력과 장비를 하고 있다."라고 말했다. 크로아티아 대통령 콜린다 그라바르 키타로비치와 제1부총리 베스나 푸시치는 세르비아와 접하는 지역에 크로아티아 국경 펜스를 설치하는 사항을 거절했다. 콜린다 그라바르키타로비치는 독일 총리 앙겔라 메르켈을 "혼란"을 야기한 죄로 고발했다. 
 체코 – 체코는 유럽연합 집행위원회의 할당제에 따라 난민 4,306명을 받기로 결정하였다. 보후슬라프 소보트카총리는 유럽연합 집행위원회는 이번 사태의 해결에 있어서 실패했고, 할당제에 대해 "우리는 할당제에 반대한다. 나는 그것이 효과적인 것에 대해 고려하지 않는다. 나는 그것이 어떠한 해결책을 가져오는데 도움이 될 거라 생각하지 않는다. 지금 상황에 어떠한 수치에 대해 이야기 하는 것은 말이 되지 않는다" 며 의견차이를 보였다. 그는 유럽이 과거에 유럽연합 집행위원회가 동의한것을 끝마칠 필요가 있는 것과, 새로운 계획과 제안을 만들지 말아야한다 말했다. 그는 이탈리아나 그리스에 분쟁지역(hotspots)을 설치하는 의견을 지지한다. 체코 대통령 밀로시 제만은 대규모의 이주민이 유럽에 진입하는 것에 대해 몇차례나 그의 불만을 표시했었다. 지난 2015년 8월 15일 "Frekvence 1 "라디오 인터뷰에서 중동지역과 북아프리카 지역의 이주민을 체코 영토로 받아들이는 것은 세 가지 주요 위험을 야기할 수 있다고 말했다. 전염병의 확산·IS의 테러·새로운 빈민가의 탄생이 그 세 가지 주요 위험이다. 그의 의견에 따르면, 대다수의 난민은 사실 전쟁으로부터 도망쳐온 것이 아닌 경제적 난민이라는 것이다. 대통령은 또한 독일로 가기 위해 체코 영토를 건너는 이주민에 대해서는, 독일이 최종적으로 그들을 수용하지 않는다면 체코에 머물 것이라고 생각하며, "체코는 우리의 국경을 방어하기 위해 경찰과 군대를 동원하게 될 것이다."라고 말했다. 
체코 부총리 안드레이 바비쉬는 지중해의 인신매매에 대해 북대서양조약기구(NATO)의 조정을 요청했다. NATO 사무총장 옌스 스톨텐베르그의 유럽 난민 사태에 대한 간담 후에 바비쉬 총리는 "NATO의 회원국인 터키가 유럽으로의 통로이고, 밀수입단이 터키 영토에서 활동하고 있음에도 불구하고, NATO는 난민 문제에 관심이 없다."라고 말했다. 체코의 보수정당 TOP09의 수장인 미로슬라프 칼로우섹은 체코같이 부유하고 자신감 있는 나라가 난민 3,000명을 수용하는 것을 두려워해서는 안된다며 난민을 향해 증오를 키우고 있는 제만 대통령을 비판했지만, 그는 또한 제안된 할당제에 대해 의견 불일치를 표현했다. 전 외무부장관은 체코가 난민 80,000명을 수용하는 것이 적합하다고 말했다. 인권부 장관 Jiří Dienstbier은 체코가 현재 7,000명에서 난민 15,000명을 수용할 수 있다며, 연대를 표명하며 할당제를 제외하고 난민들의 대규모 유입을 직면하고 있는 다른 국가를 도와야 한다고 말했다. 
 덴마크 – 덴마크는 일시적으로 불법적으로 입국하는 이주민을 막기위해 독일과 연결된 철도를 폐쇄했다. 그리고 길위의 이주민로 인해 E45 Motorway도 일시적으로 폐쇄했다. 
 핀란드 – 9월 14일, 전 국무총리 마티 반하넨은 정부가 국가로 들어오는 난민에 대한 지배권을 되찾고, 망명 신청자를 특별 캠프로 우회시켜야 할 필요가 있다고 말했다. 그는 망명신청자가 자유롭게 돌아다니는 것이 적절하지 않다고 생각했다. 같은 날 오후, 핀란드 국민연랍당 당원이기도 한 Petteri Orpo 내무부 장관은 국경에 감시 강화는 이번주 말에 북쪽 국경 지역에 적용될 것이라고 말했다. 2015년 11월 14일, 핀란드 유하 시필레총리는 국경 감시는 강화될 필요가 있다고 언급했고, 솅겐조약과 이동의 자유가 적용되지 않을 거라는 걱정을 표했다. 그는 만약 솅겐 조약이 해결되지 않는다면, 국경 감시는 복구되어야 할 것이라고 강조했다. 그뿐만 아니라, 그는 핀란드 국립 수사국이 사이버 감시를 개선해야 한다고 언급했다. 같은 날, 핀란드 사울리 니니스퇴 대통령은 만약 솅겐 조약이 수정되지 않는다면, 국가적 해결책이 형성 될 필요가 있다고 말했다.
 프랑스 – 9월 23일, 체코·헝가리·루마니아·슬로바키아가 그리스·이탈리아·헝가리에 도착한 망명 신청자를 다른 회원국에 걸쳐 재배치 하는 계획안에 대해 반대 투표를 한 후, 프랑스 프랑수아 올랑드 대통령은 EU 이주민 강제 할당제에 대한 반대하는 동구권 국가들에게 경고했다. 그는 "우리의 가치를 공유하려 하지 않는 국가들, 그들의 원칙을 존중하려조차 하지 않는 국가들은 그들 자신에게 유럽 연합 내의 그들의 위치에 대해 다시 물을 필요가 있다."라고 말했다.
 독일 – 독일 부총리 지그마어 가브리엘은 독일이 앞으로 7년 동안 매년 난민 500,000명을 수용할 수 있다고 말했다. 정부의 이주민 정책에 대한 독일의 반대는 반(反)이주민 항의의 증가와 결부되면서 점점 더 팽팽해진 정치적 논쟁으로 되어가고 있다. 페기다(서양의 이슬람화를 반대하는 애국유럽인)의 반이주민 운동은 지난 2014년 말 시작되었으며, 2015년 여름 새로운 반이민자 시위의 움직임으로 이어졌다. 앙겔라 메르켈 총리는 독일이 이주민 유입에 대처할 수 있는 경제적 힘을 가지고 있다고 주장하며, 독일이 수용할 수 있는 이주민 수의 법적인 최대한계가 없다고 반복했다. 2015년 9월, 열렬한 군중들은 도착한 난민과 이주민을 환영했다.

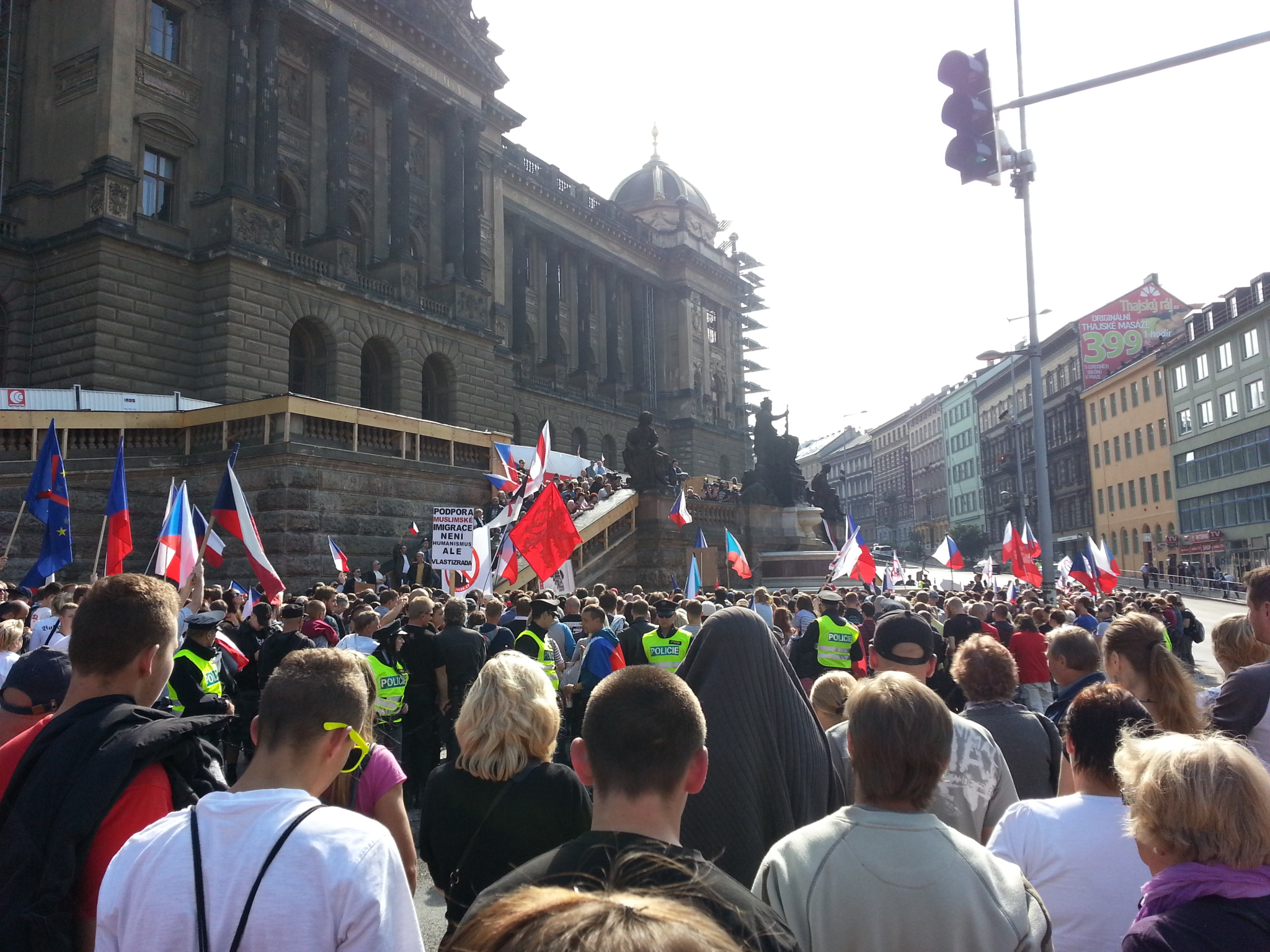
2015년 9월 12일 체코 프라하의 "우리의 문화와 안전한 나라를 위한" 반(反)이주민 집회. 조사에 따르면, 70% 이상의 체코인들이 중동지역과 아프리카 지역으로부터의 이주민을 거부하고 있다고 밝혔다.

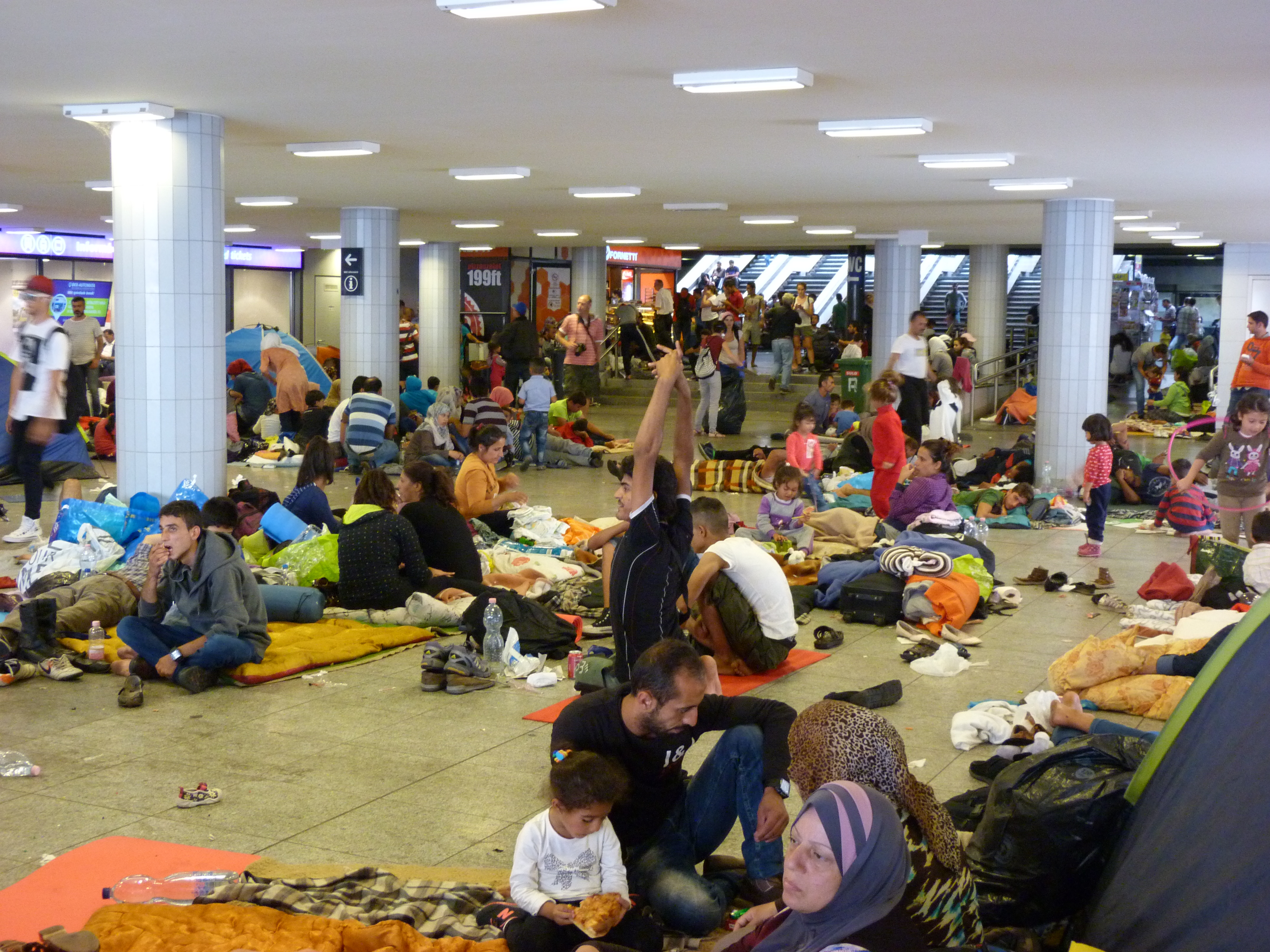
9월 4일, 부다페스트 기차역의 이주민. 이들은 대부분 독일로 향하고 있다.

기독교 민주 동맹(CDU)의 자매 정당이자, 바이에른 기독교 사회연합(CSU) 지도자인 호르스트 제호퍼는 메르켈의 정책에 대해 고등법원에 정부를 고소한다는 협박과, CSU가 메르켈을 넘어뜨릴 수 있다고 언급하며 날카롭게 비판했다.메르켈의 CDU 정당의 많은 장관들 역시 메르켈과 의견불일치를 표했다. 그러는 동안 독일 사회민주당 사무국장 Yasmin Fahimi은 메르겔의 헝가리의 이주민을 독일에 들어오게 한 정책에 대해 "이 어려운 시기에 유럽의 가치 또한 유효하다는 것을 보여주는 인간성의 강력한 신호이다." 라며 칭찬했다.독일의 가장 인구가 많은 노르트라인베스트팔렌 주는 2015년 새로운 난민 아이 유입자 약 40,000명을 관리하기 위해 새로운 선생님 3,600명 이상을 고용하고 있었다. CSU지도자와 바이에른의 호르스트 제호퍼는 이주민을 들어오게 한 메르켈의 결정을 비판했다. 그들은 "우리는 독일의 결정으로 인해 규율·시스템·질서가 없는 상태가 되었다."라고 비판했다. 독일 내무부장관은 30% 이상의 독일에 도착한 망명 신청자가 시리아에서 왔다고 주장하지만 실은 다른 국가로부터 온 것이라고 추정하고 있으며, 난민 강제 할당제에 반대하고 있는 회원국들의 EU의 자금을 줄이는 것을 제안하고 있다.

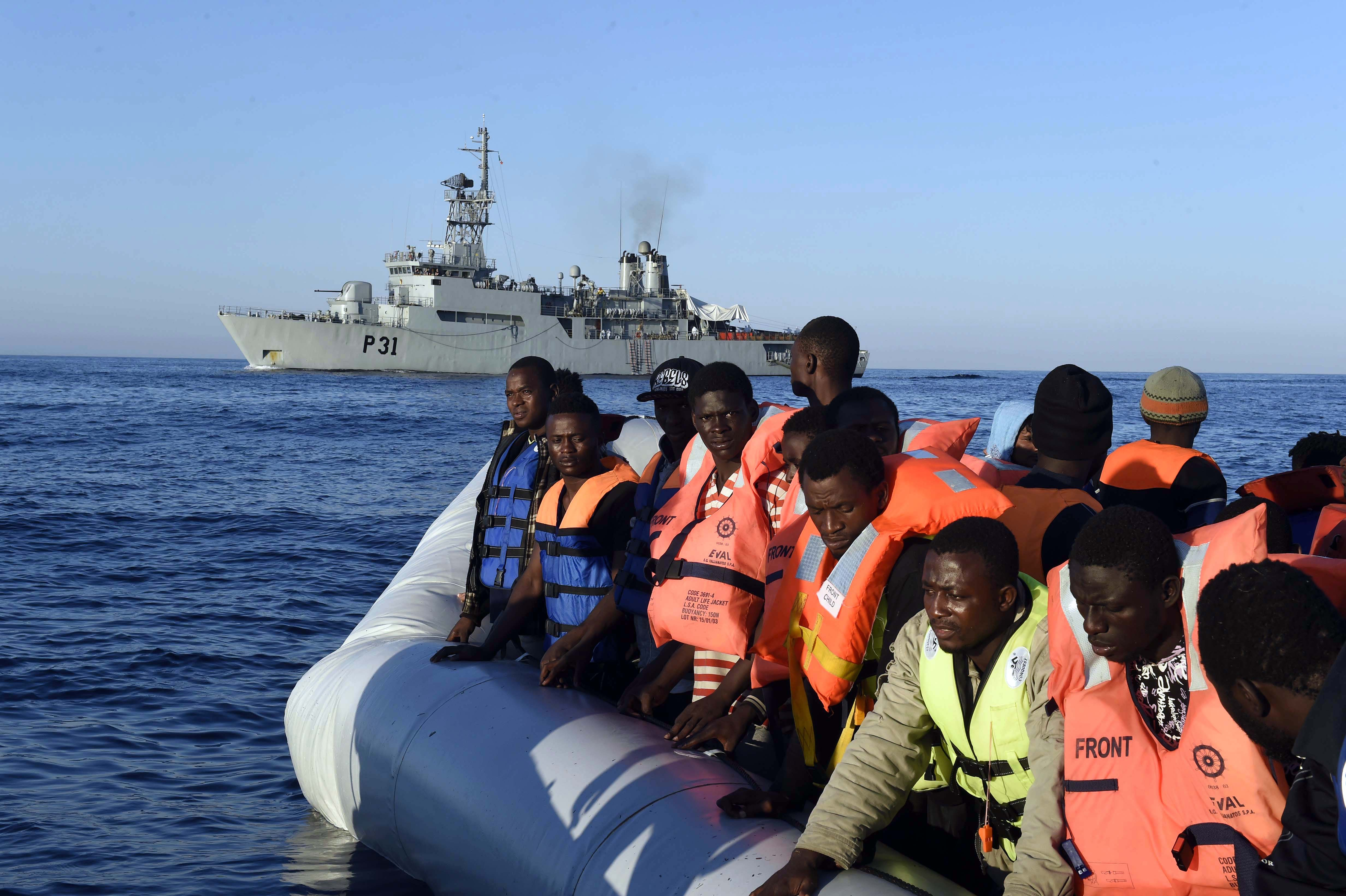
2015년 6월 28일. 구조된 이주민이 이탈리아 서부 항구로 향하고 있다.

 헝가리 – 헝가리 국방부에 따르면, 헝가리는 2015년 8월 말 세르비아와 접하는 서쪽 국경지대에 펜스 설치의 첫 단계를 완료했다. 이 펜스는 3가닥의 NATO 레이저 전선을 포함하는 175km 길이의 펜스이다. 다음 단계는 대략 4ｍ 높이의 철조망 설치이다. 8월에 헝가리를 "난민 밀입국 브로커으로부터 포위당한 상태"라고 표현한 헝가리 국무총리실장 János Lázár은 헝가리 정부가 "우리의 국경을 무력으로 방어할 것"이라며 밀입국 이주민을 들여보내지 않기 위해 경찰 9,000명을 배치했다. 헝가리 빅토르 오르반 총리는 독일 신문 프랑크푸르터알게마이네차이퉁을 통해 "유럽의 대응은 어리석은 대응이다. 우리는 유럽연합의 잘못 판단한 이주민 정책이 이번 상황에 책임이 있다는 것을 인정해야 한다."라고 말했다. 오르반 총리는 또한 이주민이 돌아갈 수 있도록하는 "안전한 국가"의 공식적인 유럽연합 리스트를 요구했다. 그는 "도덕적, 인간적인 것은 명백하다. '유럽에 오지 마십시오. 왜 튀르키예에서 유럽으로 와야만 합니까? 터키는 안전한 나라입니다. 터키에 머무르십시오. 이곳에 오는 것은 위험한 일입니다.'"라고 언급했다. 헝가리는 이동의 목적으로 안전하다고 여겨지는 국가들의 목록을 채택했다. 만약 망명 신청자가 그 국가들을 통해 지나갔다면, 그들은 거기서 망명을 할 수 있다고 예상할 수 있다. 그러므로 그는 헝가리에 망명을 신청을 할 자격이 없다. 유엔총회를 통해 빅토르 오르반 총리는 난민을 전 세계 국가에 분배하기 위한 "글로벌 할당제"시스템을 요구했다.
 이탈리아 – 이탈리아 몇몇 소도시와 도시들은 이주민을 거주시키려는 중앙 정부의 지시를 거부했다. 마피아 조사국은 이탈리아 마피아가 이번 이주민 사태로 이익을 얻고 있고 난민을 이용한다고 밝혔다. 프란시스 교황은 이주민 구조 작전에 대해 이탈리아 해군에게 감사를 전했다.
 라트비아 – 라트비아는 EU계획안에 따라 다음 2년 동안 이주민 250명을 받기로 결정했다. 국민연합당은 이러한 결정에 대해 반대를 표했다. 2015년 8월 4일, 운동가 약 250명이 리가에 모여 이주민을 수용하는 정부의 결정에 반대하는 시위를 벌였다.
 리투아니아 – 비록 2015년 8월 이주민의 유입이 증가한 후에 리투아니아 정부가 같은 해 말, 대규모의 이주민을 수용하는 가능성을 배제하지 않았지만, 리투아니아는 이주민 325명을 받기로 결정했다.
 몰타 – 몰타 조셉 머스캣 총리는 이번 사태를 유럽에 있어서 "추악한 기간"이라고 불렀고, 몰타가 이탈리아와 그리스의 이주민 75명을 받아들일 것이라고 말했다. 그는 또한 '난민 할당제의 글로벌 시스템'을 요구했다.
 폴란드 – 폴란드 정부는 폴란드가 난민 2,000명을 받을 준비가 되었다고 언급했다. 폴란드 안드레이 두다 대통령은 유럽 연합의 강제 이주민 할당제를 거절하면서, "나는 강자의 명령에 동의하지 않을 것이다. 나는 인구 크기의 경제적 이익이 그들의 국가적 이익에 관계없이 다른 국가의 무력해결에 이유가 되었던 시기의 유럽으로 되돌리지 않을 것이다."라고 말했다.
 포르투갈 – 다음 2년동안, 포르투갈은 지중해를 통해 유럽에 들어온 난민 1,500명에게 쉼터를 제공할 용의가 있다고 밝혔다. 포르투갈 일간지 Diário de Notícias에 따르면 포르투갈 외무부 장관이 난민 2,400명을 받아들이기를 원하는 유럽연합 집행위원회에 반대의견을 표했다고 한다.
 루마니아 – 유럽연합 집행위원회는 EU할당제 계획하에 루마니아가 난민 6,351명을 수용하기를 요구했다. 유럽연합 전문 보도 신문인 EurActiv 에 따르면, 루마니아 빅토르 폰타 총리는 "만약 난민을 수용하는 강제 할당제를 유럽연합이 결정한다면, 루마니아는 유럽연합의 솅겐 조약의 외적 지역에 통행료를 요구할 것이다."라고 밝혔다.
 슬로바키아 – 슬로바키아 정부는 EU 계획안에 따라 이주민 200명을 수용할 용의가 있다고 진술했지만, 기독교인이어야 한다는 조건을 내걸었다. 슬로바키아 로베르트 피초 총리는 "한 가지 질문이 있다. 누가 리비아를 폭파했는가? 누가 북아프리카의 문제를 야기했는가? 슬로바키아? 아니다!"라고 말했다. 피초 총리는 슬로바키아 내에 오스트리아에 망명 신청을 한 이주민 500명을 위한 일시적인 피난처를 제안했지만 난민을 위한 숙소시설은 이미 넘쳐난다. 그러나 EU 계획안에 따른 이주민 200명에 관해서는, 이 500명이 모두 기독교인이기를 요구했다. 2015년 9월 15일, 피초 총리는 불법적으로 국경을 건널 시에는 억류될 것이라고 언급했다. 피초 총리는 유럽연합 집행위원회의 EU 회원국 간 난민 분배 계획안에는 반대하면서, "내가 총리에 있는 한, 강제 할당제는 슬로바키아 영토 내에서 시행되지 않을 것"이라고 말했다. 유럽의회내 사회민주주의의 경향의 교섭단체인 사회민주진보동맹(S&D)의 지도자는 유럽 사회당(PES)내의 피초 총리가 소속되어있는 SMER정당의 유예를 제안했다.
 스웨덴 – 11월 26일, 스웨덴은 10월에만 망명 신청자 39,000명을 기록하며 2015년에 망명 신청자 146,000명을 수용했다. 대부분의 망명신청자는 아프가니스탄인이었고, 그다음으로는 시리아인과 이라크인 순이었다. 11월 초, 스웨덴 당국은 더 이상 모든 망명 신청자를 수용시킬 수 없다고 경고했고, 11월 12일 일시적으로 국경 감시를 시행했는데 이는 어느 정도 이주민의 수를 감소시켰다. (하지만 여전히 망명을 신청할 수 있다) 2015년 11월 26일, 스테판 뢰프벤 스웨덴 총리는 이주민 맞이하는 시스템이 무너지려 했었고, 스웨덴 내각이 이주민의 유입을 줄이려는 새로운 제한과 조치를 제안했다고 밝혔다. 그는 다른 유럽 국가들에 책임감을 더 가지라고 요구했다.
 영국 – 영국 내무부 장관 테레사 메이는 전쟁 지역과 난민 캠프에 살고 있는 사람을 돕는 것은 중요했지만, "유럽에 올만큼 권력과 재력이 있는 사람에게는 아니다."라고 말했다. 영국 독립당 대표인 나이절 패라지는 리비아 인들의 탈출에 대해, 리비아 내전에 데이비드 캐머런총리와 니콜라 사르코지의 승인을 받은 NATO의 군사적 개입을 야기했다고 말했다. 영국 정부는 12월에 스웨덴이 사실상 국경감시를 시작한 지역인 외레순 다리(스웨덴-덴마크)로 향하는 철도와 버스를 위해 운송 책임을 진행하기로 결정했다.

#### 이주민에 관한 발레타 정상 회담
2011년 11월 11일과 12일에 걸쳐, 이주민 사태에 관해 논의하기 위한 유럽과 아프리카 지도자의 정상 회담이 몰타 수도인 발레타에서 개최되었다. 몰타 조셉 머스캣 총리는 상호의 노력이 필요한 관계의 중요한 첫 발을 내디뎠다고 말했다.  유럽은 난민을 발생시키고 있는 아프리카 국가들에 대해 18억 유로의 개발 자금 지원을 약속했다.

### 국제사회
- UN은 2016년까지 이주민 백만 명이 유럽에 도착할 것이라고 예상했고,[266] 2015년 9월 25일 이라크 내의 상황 악화가 유럽으로의 새로운 이주민 유입을 불러 올 것이라고 경고했다.[267]
- NATO 사무총장 옌스 스톨텐베르그는 "빠른 대처·국경·이주민·할당제에 대한 회의 등이 필요하다. 이것은 유럽 연합에서 다루고 있는 민간적 이슈이다."라고 언급했다.[268] 이에 대해 체코 안드레아 바비쉬 부총리는 "NATO 지도자에 따르면, 난민 문제는 유럽 연합의 문제이며, 밀수범자으로부터의 국경 방어와 대치는 유럽 연합 회원국의 특정한 권력 내이다."라고 말했다.[269]
- 2015년 9월 2일 러시아 연방은 유엔 안전 보장 이사회가 이주민 배로 추측되는 배에 대한 조사를 허가함으로써 유럽 난민 사태를 다루기 위한 결의안 초안을 마련하고 있었다는 공식적인 성명을 발표했다.[270]몇몇 중동 국가에 자리잡고 있는 시리아 난민[271]

몇몇 중동 국가에 자리잡고 있는 시리아 난민

- 국제이주기구(IOM)는 마레 노스트룸 작전 이후 바다에서 발생한 이주민 사망 수가 아홉 배가 증가했다고 밝혔고,[272] 국제 엠네스티는 바다에서 사망한 이주민의 수가 증가한 것에 대해 "지중해에서 발생한 인도주의적 위험에 대한 부주의" 라며 유럽 정부를 비난했다.
- 국제 엠네스티와 국제인권단체는 구조 수색 작업에 대해 비판했다. 국제 엠네스티는 유럽 연합이 "책임감에 대해 등을 돌리고, 명백하게 수천 명을 위협하고 있다."라고 말했다.[273][274]
- 2015년 8월, 국제 엠네스티는 카타르·아랍에미레이트·사우디아라비아·쿠웨이트·바레인이 비록 난민 지원 계획을 위해 재정 지원을 하지만 "시리아 난민에게 재정착 장소에 대한 지원은 전무하다."라고 보도했다.[275] 몇몇 분석가에 따르면, 사우디아라비아와 걸프협력회의 동맹들은 일 년에 시리아 난민 300명만을 받아들일 수 있다고 분석했다.[276] 유럽연합 집행위원회 도널드 투스크 의장은 걸프 지역 국가를 비판하며, "걸프 지역의 많은 국가들이 이 문제에 대해 너무나 간단한 방식으로 다루고 있다. 말 그대로 이주민과 난민을 그들의 영토 내로 절대 들여보내지 않고 있다."라고 말했다.[277]
- 사우디아라비아는 독일에 이슬람 난민을 위한 200 개의 이슬람 사원을 짓는 것을 제안했다.[278]
- 호주 총리 토니 애벗은 "유럽은 다른 국가가 비슷한 문제에 대해 대처하는 노력으로부터 배우려는 것을 거절했으므로 이 비극이 더 악화되었다. 밀수범자를 퇴치 하는 것이 우리의 국경 감시 정책의 최우선이고, 신중하게 이주민을 태운 보트를 되돌려 보내는 것이 중요하다."라고 말했다.[279]
- 프란시스 교황은 이주민이 생명을 잃고 있는 것에 대해 걱정을 표했고, EU 지도자에게 "이러한 비극이 되풀이 되는 것을 막기위해, 단호하고 빠르게 행동해 달라."라고 촉구했다.[280]
- 레바논의 교육부 장관 엘리어스 보우사브는 영국 총리 데이비드 캐머런에게 "난민 중 2%는 ISIS에 속해있는 지하드 일 것"이라고 말했다.[281]
- 미국 대통령 버락 오바마는 독일이 난민을 수용하는 것에 선두적인 역할을 하고 있는 것을 높이 평가했다.[282] 2015년 9월, 그는 미국에 수용하려는 시리아 난민의 수를 2015년 2,000명 미만에서 2016년 적어도 난민 10,000명을 수용하도록 결정했다.[283] 미국에서 수용하는 시리아 난민의 수는 2015년 70,000명에서 2016년에는 85,000명으로, 더 나아가 2017년에는 100,000명으로 증가할 것이다.[284] 전세계 난민이 미국에서 정착하게 되는 주요 난민의 국적은 순서대로 이라크·버마·소말리아·부탄·콩고 공화국이다.[285]미국 갑부이자 대통령 후보자인 도널드 트럼프는 만약 자신이 대통령에 당선된다면, 난민으로 가장한 ISIS 요원이 있을 수 있으므로 모든 시리아인을 방출할 것이라고 이야기했다.[286]
- 유럽 국가들이 난민 수천 명을 수용하는 반면에, 일본은 중동과 아프리카 지역의 내전에 영향을 받은 난민을 받아들이는 것을 거절했다. 일본 총리 아베 신조는 "우리는 일본의 출산률을 높여야 합니다. 이주민을 받아들이는 것 이전에 우리가 할 것들이 매우 많이 있습니다."라고 언급했다.[287]
- 쥐스탱 트뤼도 총리가 이끄는 캐나다 자유당 내각의 선거 공약의 일부분으로, 캐나다는 터키·레바논·요르단으로부터의 난민 25,000명을 2015년 말 이전에 수용할 예정이었다. 하지만 보안·의료·단시간 내에 난민을 재정착하고 수용하는 문제로 인해, 마감 날짜가 2016년 2월 말로 연장되었다.[288][289] 난민을 개인적으로 후원을 받거나 UNHCR의 후원을 받는다. 트뤼도 총리와 존 맥컬럼 이민부 장관은 시리아 난민 중 가족과 취약계층이 고려 대상이라고 밝혔다.[290] 2015년 12월 10일 자로 시리아 난민이 토론토 피어슨 공항에 도착할 것이다.[291]

## 정치적 논쟁

### 유럽 국민당
유럽은 그들의 삶에서 도망쳐온 사람에게 도움을 줌으로써 인도주의적 의무를 수행해야 할 필요가 있다. 그리고 기독교 민주당원으로서 나는 이것은 기독교인의 의무가 아니라, 유럽이 발명해 낸 인간의 권리라고 반복하고 싶다. 그러나 우리는 또한 우리의 외부 국경에 대한 더 나은 안전을 원하고 망명에 관한 법들이 적절히 사용되고 남용되지 않도록 확실히 해야할 필요가 있다.
드미트리스 아브라모폴로스 EU 이민 위원은 유럽연합 집행위원회가 난민 사태를 다루는데 있어서 "정치적인 비용을 고려하지 않는다."라고 말했다. "유럽연합 집행위원회의 위원들은 5년의 임기 동안 비전, 책임감과 헌신을 가지고 우리의 일을 한다. 그리고 이것은 재당선을 가져오지 않으므로 정치적인 비용은 아무 것도 아니다."라고 언급했다.
2015년 8월 31일, 뉴욕 타임즈에 따르면 독일 총리이자 기독교 민주 동맹 지도자인 앙겔라 메르켈은 이주민 사태에 앞서 만약 그들이 이번 사태에 대해 책임을 공유하지 않는다면 여행의 자유와 28개 유럽연합 회원국의 국경 개방이 위기에 처할 수도 있다고 완곡하게 경고했다.
프랑스 전 대통령이자 공화당 대표 니콜라 사르코지는 유럽연합의 이주민 계획안에 대해 "집 주변에 물이 넘처 흐르고있는 파열된 수도관을 고치면서 누수 부분은 전혀 손을 대지 않은 채로 있다."라고 표현했다. 사르코지는 수천 수만의 사람을 독일로 들여보내는 독일 총리 앙겔라 메르켈의 결정을 비판한다. "이 결정은 엄청난 수의 사람을 유럽으로 이끌 것이고, 이는 EU의 자유 이동정책과 프랑스 복지정책때문에 '불가피하게' 프랑스로 귀결될 부분이 있을 것이다."라고 말했다. 그는 또한 국경 없는 여행을 보장하는 쉥겐조약이 비유럽인들에게 국경 검사를 시행하는 새로운 조약으로 대체되어야 한다고 비난했다.

### 유럽 사회당
이탈리아 총리이자 이탈리아 민주당 대표인 마테오 렌치는 유럽연합이 망명에 관해 유럽연합 단일 정책을 구축해야 한다고 말했다. 프랑스 사회당의 마뉘엘 발스총리는 "후보 위원들간의 관계뿐만 아니라 유럽연합 집행위원회와 회원국들간에 긴밀한 협력이 필요하다."라고 언급했다.

## 같이 보기
- 돈바스 전쟁의 난민
- 지중해의 난민 해상 사고 목록
  - 2007년 5월 몰타 근해 난민선 난파 사고
  - 2009년 지중해 난민선 난파 사고
  - 2011년 지중해 난민선 난파 사고
  - 2014년 리비아 근해 난민선 난파 사고
  - 2014년 몰타 근해 난민선 난파 사고
  - 2015년 4월 지중해 난민선 난파 사고
- 유럽으로의 이민
  - 이탈리아으로의 이민
  - 그리스로의 이민
  - 아프리카인의 유럽 이민
- 람페두사 난민 수용 센터
- 알란 쿠르디
- 유럽의 인구
- 불법체류